# Sambas de Enredo 2019
Sambas de Enredo 2019 é um álbum com as músicas das escolas de samba do Grupo Especial do Rio de Janeiro para o carnaval do ano de 2019. Foi lançado nas lojas físicas e plataformas digitais no dia 30 de novembro de 2018. Foi distribuído pela Universal Music, com produção fonográfica da Editora Musical Escola de Samba (Edimusa) e selo musical da Gravadora Escola de Samba (Gravasamba). Foi produzido por Laíla e Mário Jorge Bruno, com direção artística de Zacarias Siqueira de Oliveira, e arranjos musicais de Alceu Maia, Jorge Cardoso e Rafael Prates.
O álbum foi gravado e produzido entre outubro e novembro de 2018, após as agremiações realizarem suas disputas de samba-enredo. Na primeira etapa da produção, foram gravadas ao vivo, na Cidade do Samba, a bateria das escolas e o coro com a participação das comunidades. Na segunda etapa, foram gravadas as bases musicais e as vozes dos intérpretes no estúdio Cia. dos Técnicos, em Copacabana, no Rio.
Campeã do carnaval de 2018, a Beija-Flor estampa a capa do álbum e é a faixa de abertura do disco com um samba sobre os enredos mais bem sucedidos dos setenta anos da escola. Vice-campeã de 2018, a Paraíso do Tuiuti estampa a contracapa e apresenta um samba sobre o Bode Ioiô. O samba do Salgueiro exalta o orixá Xangô; enquanto o da Portela homenageia a cantora Clara Nunes, morta em 1983. A obra da Mangueira exalta lideranças populares negligenciadas pela narrativa oficial da História do Brasil, descontruindo a imagem de figuras apontadas como "heroicas". Elza Soares participa da faixa da Mocidade, sobre o tempo. A canção da Unidos da Tijuca aborda o aspecto religioso e social do pão. Elymar Santos é um dos compositores do samba da Imperatriz Leopoldinense, sobre o dinheiro. Questionada no samba da Mangueira, a Princesa Isabel é exaltada no samba da Vila Isabel, sobre a cidade de Petrópolis. A obra da União da Ilha do Governador homenageia o Ceará pela perspectiva das obras de Rachel de Queiróz e José de Alencar.
Das quatorze escolas, quatro não realizaram disputas de samba-enredo. A São Clemente regravou o clássico "E o Samba Sambou" com o qual a escola desfilou no carnaval de 1990. O Império Serrano causou polêmica ao decidir transformar a música "O Que É, o Que É?", de Gonzaguinha, em seu samba-enredo. A Tuiuti encomendou o samba aos mesmos compositores da sua premiada obra de 2018. A Grande Rio também encomendou seu samba, que tem como tema a falta de educação. Campeã da Série A (segunda divisão do carnaval) de 2018, a Unidos do Viradouro retornou ao Grupo Especial com um samba sobre histórias encantadas. O álbum recebeu críticas favoráveis dos especialistas. As obras de Mangueira, Portela, Salgueiro e Tuiuti foram as únicas a receberem nota máxima de todos os julgadores no Desfile das Escolas de Samba de 2019. O samba da Mangueira foi o mais premiado do carnaval.

## Antecedentes
A Imperatriz Leopoldinense foi a primeira escola de samba a divulgar seu enredo para o carnaval de 2019. A agremiação trocou o carnavalesco Cahê Rodrigues, responsável pelos últimos seis carnavais da escola, pelos irmãos Kaká e Mário Monteiro. O último carnaval dos irmãos foi justamente na Imperatriz, em 2013, junto com a estreia de Cahê na escola. Em 24 de março de 2018, a Imperatriz divulgou seu enredo, sobre o dinheiro. "Me Dá Um Dinheiro Aí" foi assinado por Kaká e Mário.
A Paraíso do Tuiuti revelou seu enredo no dia 6 de abril de 2018, durante sua festa de aniversário. "O Salvador da Pátria" foi assinado por Jack Vasconcelos em seu quinto carnaval na escola. O enredo tem como tema a história do Bode Ioiô. O animal foi eleito vereador em Fortaleza ao receber votos em forma de protesto contra os políticos da região.

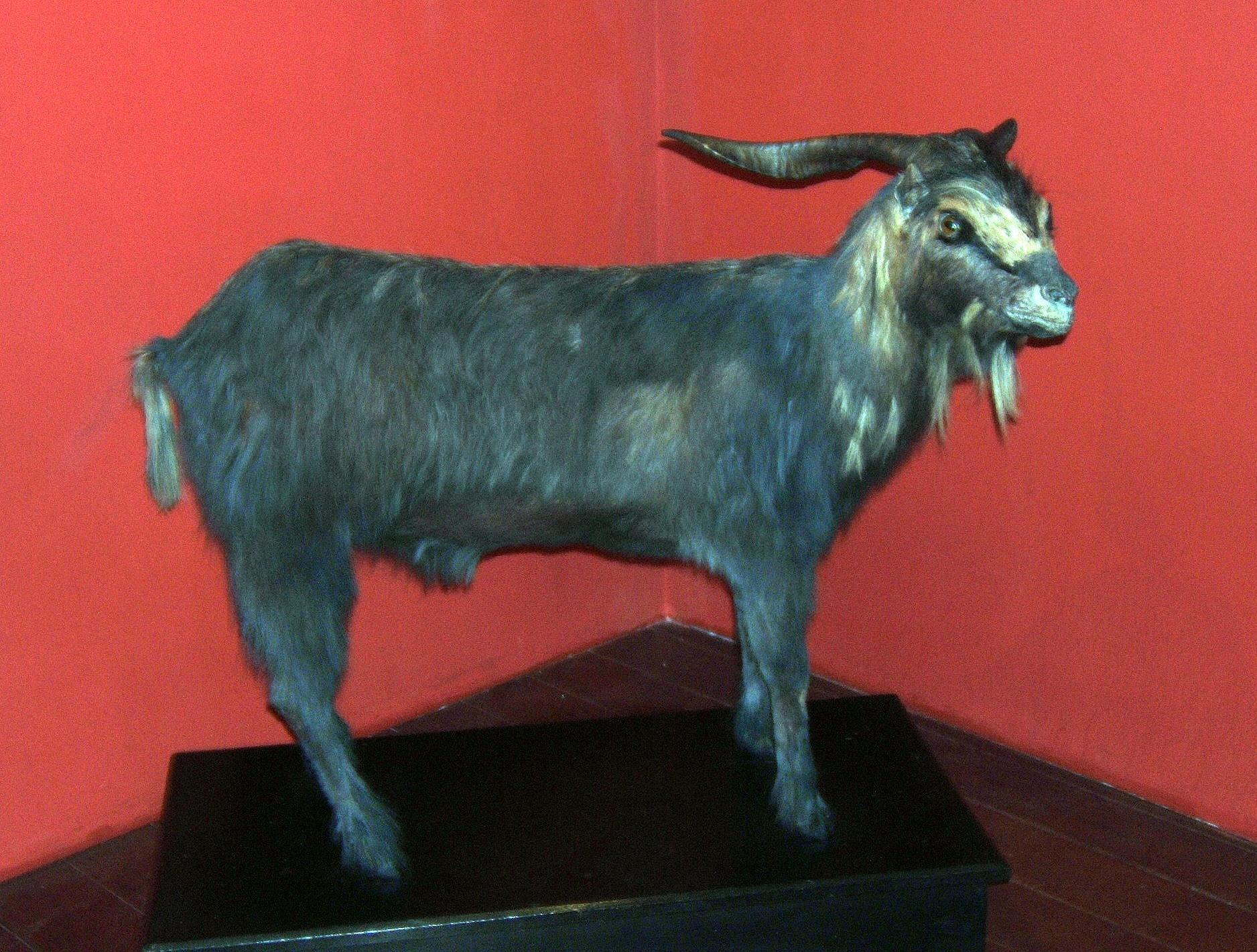
Bode Ioiô empalhado e exposto no Museu do Ceará.

"Não é apenas o bode pelo bode, porque já seria incrível essa história. Mas, poxa, um bode que é votado e consegue ser eleito vereador sem ter feito campanha, porque o bode foi abraçado pela população… isso é sensacional. E é um ato de protesto. As pessoas estavam desgostosas com o posicionamento dos políticos na época. Então, a gente não tá muito longe dessa realidade. A gente continua pau da vida (risos), até com as pessoas que a gente achava que iam fazer diferente e acabaram não fazendo, enfim… essa insatisfação com os governantes é uma coisa muito antiga nossa. Eu achei bacana resgatar essa história tão peculiar do repertório cearense, que é maravilhoso!"
— Jack Vasconcelos, autor do enredo da Paraíso do Tuiuti.

Gonzaguinha em 1971. Cantor teve sua obra transformada em enredo e samba-enredo do Império Serrano.

O Império Serrano anunciou em 19 de abril de 2018 que seu enredo seria baseado na música "O Que É, o Que É?", de Gonzaguinha. O samba-enredo da agremiação seria a própria canção, lançada no álbum Caminhos do Coração, de 1982. O enredo foi assinado pelo carnavalesco Paulo Menezes, contratado para substituir Fábio Ricardo. A escola também trocou de intérpretes, contratando Anderson Paz e Silas Leléu para substituir Marquinho Art'Samba, que se transferiu para a Mangueira.
"Tenho essa ideia na cabeça há pelo menos uns 10 anos. Não tenho uma história especial com a música, mas sempre que a ouvia, eu achava que podia ser desenvolvida como um enredo. Quando vim para o Império, a diretoria me pediu um enredo ousado. Dei-lhes várias opções e, depois de algumas reuniões e testes, com os cantores e a bateria, ficamos com O que é, o que é?"
— Paulo Menezes, carnavalesco do Império Serrano.

Unidos do Viradouro e Unidos de Vila Isabel trocaram de carnavalescos. A Viradouro foi a campeã da Série A (segunda divisão do carnaval) de 2018, garantindo seu retorno ao Grupo Especial após quatro anos no acesso. A escola contratou o carnavalesco Paulo Barros, que estava na Vila. Também trocou a direção de sua bateria, contratando Mestre Ciça, que estava na União da Ilha do Governador. A Viradouro lançou seu enredo para 2019 numa festa realizada em sua quadra no dia 23 de abril de 2018. "Viraviradouro" foi assinado por Paulo Barros e teve como tema histórias encantadas e de transformação. A Vila Isabel contratou o carnavalesco Edson Pereira, que estava na Viradouro. O carnavalesco assinou o enredo "Em nome do Pai, do Filho e dos Santos, a Vila Canta a Cidade de Pedro", sobre Petrópolis. O enredo foi anunciado no dia 6 de maio de 2018, durante uma feijoada realizada na quadra da escola. Após um ano de crise com os ritmistas da escola, Mestre Chuvisco deixou a Vila Isabel, sendo substituído pelo então diretor musical da escola, Macaco Branco. Com a transferência do intérprete Igor Sorriso para o carnaval de São Paulo, a Vila acertou o retorno de Tinga, que estava na Unidos da Tijuca.
No dia 23 de maio de 2018, a Portela anunciou seu enredo, em homenagem à Clara Nunes, morta em 1983. Torcedora da Portela, Clara foi homenageada pela escola em 1984, junto com Paulo da Portela e Natal da Portela, mas era um desejo dos torcedores da agremiação que a cantora ganhasse uma homenagem solo. O enredo "Na Madureira Moderníssima, Hei Sempre de Ouvir Cantar Uma Sabiá" foi assinado pela carnavalesca Rosa Magalhães em seu segundo ano na escola.

Clara Nunes se apresentando no Zicartola, em 1971.

"Todo ano os portelenses cobram isso da gente: ‘Quando que vai ser a vez da Clara, quando?’. Aí esse ano, como tem a data redonda dos 95 anos de fundação da Portela, e nós já estávamos falando que iríamos fazer um enredo pra dentro da escola, contando algo da nossa história, ficou difícil não fazer. As pessoas estavam nos cobrando e perguntando diretamente o motivo de não ser a Clara esse ano, se havia algum impedimento familiar. Nós já tínhamos a intenção de fazer esta homenagem, sempre tivemos. E o movimento cresceu muito... Nós estávamos em conversa lá com o pessoal de Caetanópolis (cidade natal de Clara, em Minas Gerais), mas a coisa explodiu tanto internamente que resolvemos lançar o enredo agora, do nosso jeito".
— Luiz Carlos Magalhães, presidente da Portela, sobre a escolha do enredo.

A Mocidade Independente de Padre Miguel anunciou seu enredo, sobre o tempo, no dia 25 de maio de 2018. "Eu Sou o Tempo. Tempo É Vida" foi assinado pelo carnavalesco Alexandre Louzada em seu quarto carnaval consecutivo na escola. No dia 10 de junho de 2018, o Salgueiro divulgou seu enredo, sobre o orixá Xangô, padroeiro da escola. A escola dispensou os intérpretes Leonardo Bessa, Tuninho Junior e Hudson Luiz. Emerson Dias, que estava na Grande Rio, foi contratado para ser o intérprete oficial da escola. O Salgueiro passou por um conturbado processo eleitoral em 2018. Em maio, Regina Celi foi reeleita para seu quarto mandato consecutivo. Dias depois da eleição, a oposição, liderada por André Vaz da Silva, foi à Justiça para impugnar a chapa eleita, alegando que Regina não poderia ser reeleita. O Tribunal de Justiça do Rio de Janeiro acatou o pedido, declarando Regina inelegível e determinou a realização de novas eleições na escola. Após sete meses de uma intensa disputa judicial, cheia de reviravoltas, uma nova eleição foi marcada para dezembro de 2018. Sem liberação da Justiça para concorrer, Regina não inscreveu outra chapa e a vitória no pleito foi dada à André Vaz, o único concorrente inscrito para eleição.
A São Clemente divulgou seu enredo no dia 10 de junho de 2018, em suas redes sociais. A escola decidiu reeditar seu enredo de 1990, "E o Samba Sambou", originalmente desenvolvido por Carlinhos D’Andrade, Roberto Costa e César Azevedo. A releitura de 2019 foi assinada por Jorge Silveira em seu segundo ano na escola. O enredo critica os rumos do carnaval moderno. A agremiação também contratou os cantores Bruno Ribas e Larissa Luz para formarem um trio de intérpretes com Leozinho Nunes. A Mangueira trocou de intérpretes, dispensando Ciganerey, que estava na escola desde 2016, e contratando Marquinho Art'Samba, que estava há dois anos no Império Serrano. O cantor Péricles deixou a escola por não conseguir conciliar a rotina de shows com os ensaios da agremiação. No dia 22 de junho de 2018, a Mangueira divulgou seu enredo. "História pra Ninar Gente Grande" foi assinado pelo carnavalesco Leandro Vieira em seu quarto ano consecutivo na escola. O enredo apresentou uma versão crítica da História do Brasil, exaltando lideranças populares negligenciadas pela narrativa oficial e desconstruindo a imagem de figuras apontadas como "heroicas".
"Você sabia que o Ceará aboliu a escravidão quatro anos antes da assinatura da famosa Lei Áurea? Você já ouviu falar em Chico da Matilde? Em Maria Felipa? Sabia da existência de um herói chamado Cunhambebe? A história oficial escolhe quem deve e quem não deve ser lembrado. O desfile da Mangueira é um olhar para isso. Um olhar para quem deveria estar nos livros e porque, os que estão, foram escolhidos para estar."
— Leandro Vieira, sobre o enredo da Mangueira.

A Grande Rio divulgou seu enredo no dia 29 de junho de 2018. Acusada de "virar a mesa" e cancelar seu rebaixamento no carnaval de 2018 com apoio de outras escolas, a Grande Rio escolheu um enredo sobre os maus hábitos e o jeitinho brasileiro, apontando o aprendizado e o conhecimento como formas de superar a falta de educação e melhorar a convivência no mundo. O enredo "Quem Nunca...? Que Atire a Primeira Pedra" foi assinado pelo casal de carnavalescos Renato Lage e Márcia Lage, no segundo carnaval de ambos na escola. No dia 8 de julho de 2018, a União da Ilha divulgou seu enredo sobre o Ceará com enfoque na obra dos escritores cearenses Rachel de Queiroz e José de Alencar. O enredo "A Peleja Poética entre Rachel e Alencar no Avarandado do Céu" foi assinado pelo carnavalesco Severo Luzardo em seu terceiro ano na escola.

Após 23 carnavais consecutivos e oito títulos conquistados na Beija-Flor, Laíla se desligou da escola, se transferindo para a Unidos da Tijuca. Campeã do carnaval de 2018, a Beija-Flor foi a penúltima escola a divulgar o seu enredo para 2019. No início de julho de 2018, a escola divulgou o enredo "Quem Não Viu, Vai Ver... As Fábulas do Beija-Flor", assinado pela comissão de carnaval da escola, formada por Cid Carvalho, Bianca Behrends, Victor Santos, Rodrigo Pacheco e Léo Mídia. O enredo, sugerido pelo presidente da escola, Anísio Abraão David, homenageia os setenta anos da escola, completados em dezembro de 2018, lembrando desfiles marcantes da agremiação e fazendo analogias com as Fábulas de Esopo.
"A gente está fazendo uma junção por tema: enredos regionais, enredos de temática africana, enredos de personalidades, enredos que falaram de crítica e mazela social. Dentro de cada tema, uma cronologia. Mas isso é o que as pessoas já viram. O que quem não viu, vai ver, é como essa história será contada: através de um universo de fábulas, em que o Beija-Flor, símbolo da escola, é o narrador-personagem."
— Bianca Behrends, pesquisadora e integrante da comissão de carnaval da Beija-Flor, sobre o enredo da agremiação.

A Unidos da Tijuca foi a última escola a divulgar seu enredo para 2019. O anúncio foi realizado no dia 11 de julho de 2018 num evento na quadra da escola. "Cada Macaco no Seu Galho. Ó, Meu Pai, Me Dê o Pão que Eu Não Morro de Fome" foi assinado por Laíla, Annik Salmon, Fernando Costa, Fran Sérgio, Hélcio Paim, Igor Ricardo e Marcus Paulo. O enredo tem como tema o pão, abordando a história e a importância do alimento ao longo dos tempos, além da sua relação com a fome e religiosidade. A escola contratou Wantuir para substituir Tinga, que se transferiu para Vila Isabel.

## Escolha dos sambas

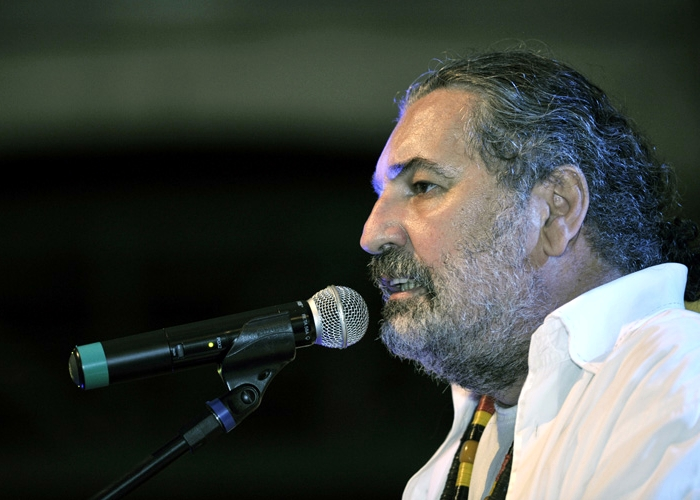
Moacyr Luz assina o samba da Paraíso do Tuiuti pelo segundo ano.

Quatro escolas não realizaram disputas de samba-enredo: Tuiuti e Grande Rio encomendaram suas obras; São Clemente reeditou seu samba de 1990; e o Império Serrano utilizou a música "O Que É, o Que É?" de Gonzaguinha. A Paraíso do Tuiuti encomendou seu samba para Moacyr Luz, Cláudio Russo, Dona Zezé, Jurandir e Aníbal, os mesmos compositores do seu premiado samba de 2018. O samba de 2019 foi divulgado no dia 10 de julho de 2018. Moacyr e Russo também compuseram o samba encomendado pela Grande Rio, junto com André Diniz (maior vencedor de disputas da Unidos de Vila Isabel), G. Martins (um dos fundadores da Grande Rio e autor de seis sambas da escola), Licinho Júnior (presidente da ala de compositores da Grande Rio e autor de cinco sambas da escola) e Elias Bililico (compositor e um dos fundadores da Grande Rio). A obra foi apresentada no dia 22 de setembro de 2018, durante a festa de aniversário da escola. O samba da São Clemente foi composto por Helinho 107, Mais Velho, Nino e Chocolate para o carnaval de 1990. A versão de 2019 do samba foi divulgada pela escola no dia 25 de setembro de 2018. O Império Serrano divulgou a versão samba-enredo de "O Que É, o Que É?" no dia 20 de julho de 2018. Foram mantidas letra e melodia originais, sendo alterado apenas o andamento da canção, que originalmente é mais lento do que o samba-enredo contemporâneo.

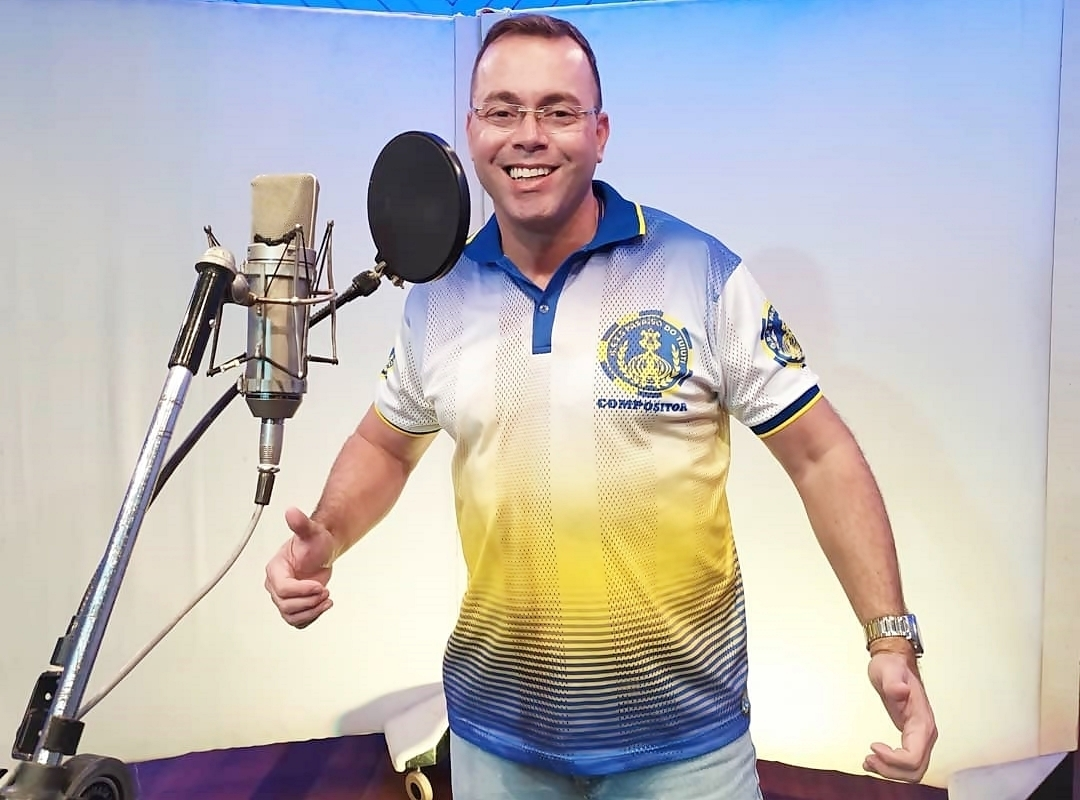
Cláudio Russo é um dos compositores dos sambas da Tuiuti e da Grande Rio.

Das escolas que realizaram disputas, a Mocidade foi a primeira a definir seu samba para 2019. A final do concurso promovido pela escola foi realizada na madrugada do domingo dia 23 de setembro de 2018. Das vinte obras inscritas no concurso da escola, quatro chegaram à final. Venceu o samba dos compositores Jefinho Rodrigues, Diego Nicolau, Marquinho Índio, Jonas Marques, Richard Valença, Roni Pit Stop, Orlando Ambrosio e Cabeça do Ajax. Jefinho assina o samba da Mocidade pela nona vez; Marquinho Índio assina seu sétimo samba na escola; Diego Nicolau foi campeão na escola pela terceira vez; Jonas assina o samba da escola pela segunda vez; os demais compositores da parceria ganharam a disputa da Mocidade pela primeira vez.

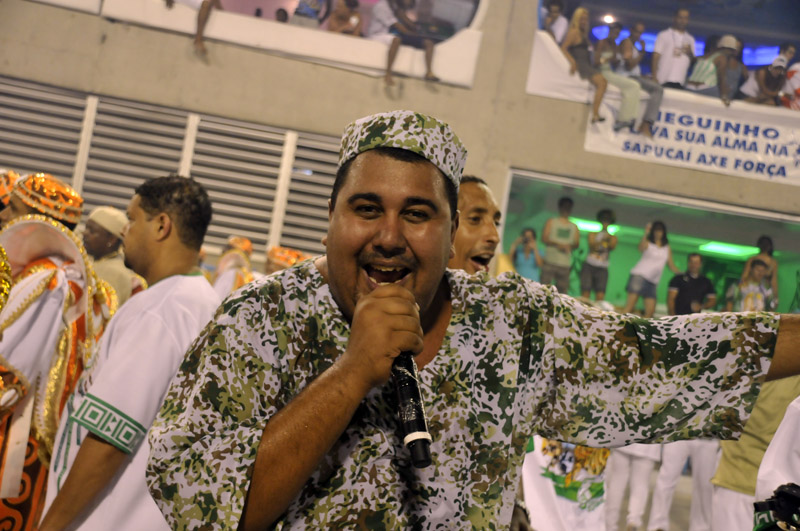
Diego Nicolau, um dos autores do samba da Mocidade.

"Estou muito feliz e honrado com essa vitória. Foi uma final emocionante. Feliz por ter empatado (nove vitórias) com o Dico da Viola como segundo maior vencedor de samba na Mocidade. Estou aqui desde os doze anos de idade. Fui aluno de mestre André, ritmista, diretor de harmonia. Nós fizemos um samba que pudesse tocar o coração e na alma do Rio de Janeiro, componentes e torcedores da Mocidade."
— Jefinho Rodrigues, um dos autores do samba da Mocidade, sobre mais uma conquista na escola.

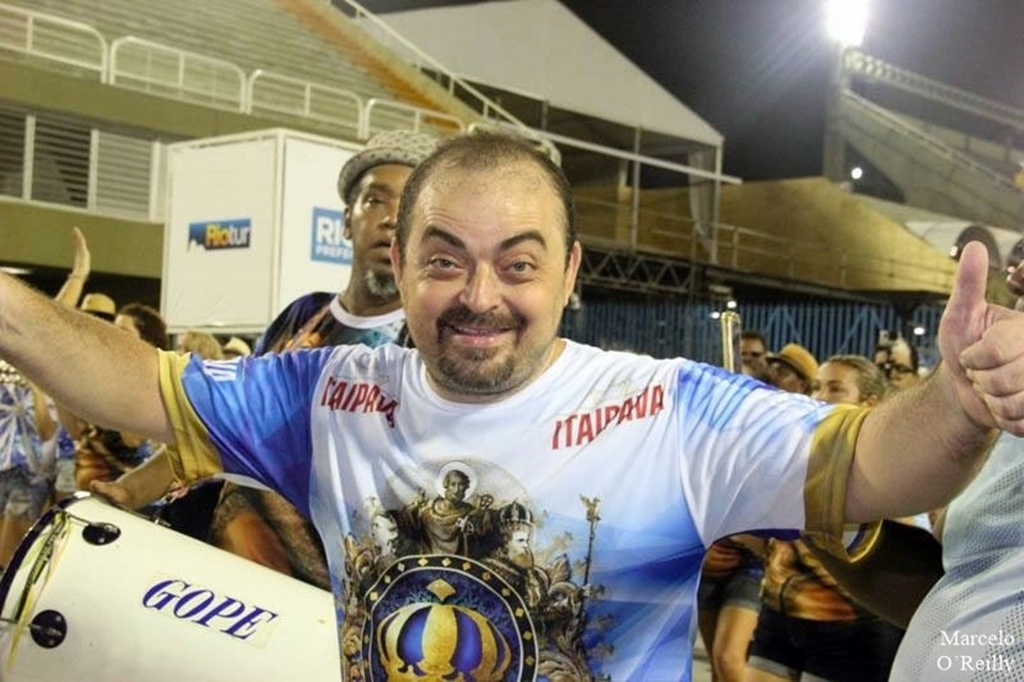
Maior vencedor de disputas da Vila, André Diniz venceu pela décima sexta vez na escola.

A Unidos da Vila Isabel realizou sua final de disputa na madrugada do sábado, dia 29 de setembro de 2018. Dos dezoito sambas inscritos no concurso, três chegaram à final. Venceu a obra dos compositores Evandro Bocão, André Diniz, Professor Wladimir, Júlio Alves, Marcelo Valência, Deco Augusto e Ivan Ribeiro. Maior vencedor de disputas da Vila, André Diniz assina o samba da escola pela décima sexta vez; Bocão assina seu décimo samba na Vila; Professor Wladimir, Júlio Alves e Marcelo Valência venceram pela segunda vez na escola; os demais compositores da parceria venceram pela primeira vez. A Viradouro realizou sua final de disputa na madrugada do domingo, dia 30 de setembro de 2018, em sua quadra, no Barreto. Dos dezoito sambas inscritos no concurso da escola, três chegaram à final. Venceu a obra dos compositores Renan Gêmeo, Bebeto Maneiro, Thiago Carvalhal, Ludson Areia, Júnior Filhão, Raphael Richaid, Ricardo Neves, Carlinhos Viradouro, Rodrigo Gêmeo. Renan assina seu quarto samba na escola, enquanto Raphael assina o segundo; os demais compositores da parceria venceram pela primeira vez na Viradouro.
A Beija-Flor recebeu a inscrição de 29 sambas em seu concurso, sendo que, logo na primeira eliminatória, a escola cortou dezessete obras. Para a final da disputa, a escola decidiu levar apenas dois sambas, o que levantou suspeitas de que a agremiação faria a junção das duas obras finalistas. Mas na final, realizada na quadra da escola, em Nilópolis, na madrugada da sexta-feira, dia 5 de outubro de 2018, a Beija-Flor anunciou a vitória do samba composto por Di Menor BF, Júlio Assis, Kiraizinho, Diego Oliveira, Fabinho Ferreira e Diogo Rosa, os mesmos autores do premiado samba de 2018, todos campeões pela segunda vez na escola. Dias depois da final, a escola voltou atrás e decidiu fazer a junção do samba previamente declarado campeão com o outro finalista, da parceria composta por Serginho Aguiar, Dr. Rogério, Kaká Kalmão, Márcio França, Jorge Aila e Carlinhos Ousadia. Da obra encabeçada por Di Menor foram utilizadas a primeira parte, o refrão central e o início da segunda parte. Do samba liderado por Serginho Aguiar foram aproveitados o final da segunda parte e o refrão principal. A Portela foi a escola que recebeu mais inscrições de sambas em seu concurso. Foram trinta e duas obras inscritas. A escola realizou a final da sua disputa na madrugada do sábado, dia 6 de outubro de 2018, em sua quadra em Madureira. Três obras disputaram a final. Venceu o samba favorito desde o início da disputa, composto por Jorge do Batuke, Valtinho Botafogo, Rogério Lobo, Beto Aquino, Claudinho Oliveira, José Carlos, Zé Miranda, D'Sousa e Araguaci. Após a escolha, o samba foi modificado em alguns versos, além de subirem o tom da melodia em determinadas partes. Um trecho que fazia alusão à música "O Canto das Três Raças" foi retirado da letra para evitar problemas envolvendo direitos autorais.
"Foram onze anos esperando esse título. Quatro vezes finalista. Esse ano sentimos que a comunidade abraçou. Era o samba que a escola queria, o samba que a crítica inteira comentou. Conseguimos nos inspirar em Clara Nunes e fazer essa obra maravilhosa que a escola vai desfilar na avenida. Ser campeão com o enredo mais esperado da Portela me deixa sem palavras. O samba foi feito todo na primeira pessoa como se fosse a Clara Nunes contando a história. Esse foi nosso diferencial."
— Valtinho Botafogo, um dos autores do samba da Portela.

A União da Ilha realizou a final da sua disputa na madrugada do domingo, dia 7 de outubro de 2018. Dos quatorze sambas inscritos no concurso da escola, quatro chegaram à final. Venceu a obra dos compositores Myngal, Marcelão da Ilha, Roger Linhares, Marinho, Cap. Barreto, Eli Doutor, Fernando Nicola e Marco Moreno. Com a vitória, Roger e Marco assinam o samba da Ilha pela quarta vez. Marcelão venceu a disputa da escola pelo terceiro ano consecutivo. Marinho assina o samba da escola pela segunda vez. Multicampeão na Grande Rio, o compositor Myngal é o único da parceria a vencer pela primeira vez na Ilha. Na madrugada da sexta-feira, dia 12 de outubro de 2018, o Salgueiro realizou sua final de disputa em sua quadra no Andaraí. Dos dezessete sambas inscritos no concurso da escola, quatro chegaram à final. A obra dos compositores Demá Chagas, Marcelo Motta, Renato Galante, Fred Camacho, Leonardo Gallo, Getúlio Coelho, Vanderlei Sena e Francisco Aquino chegou à final como favorita, vencendo o concurso por unanimidade. Após se revezarem nas conquistas da escola em anos anteriores, Demá e Motta se uniram em uma única parceria. Os dois assinam o samba do Salgueiro pela sétima vez. Fred Camacho, Getúlio Coelho e Francisco Aquino assinam o samba da escola pela terceira vez. Renato Galante venceu a disputa da escola pela segunda vez. Vanderlei Sena é o único compositor da parceria campeão no Salgueiro pela primeira vez.
"Costumo dizer que a emoção de ganhar um samba é a mesma de quando tive meu primeiro filho. É uma explosão que só entende quem passa por isso. É uma gratidão muito grande pela comunidade, que apoiou nosso samba, por todos os nossos segmentos. Ganhar o samba é ótimo, agora ganhar por unanimidade é algo muito especial na minha vida."
— Demá Chagas, um dos compositores do samba do Salgueiro.

A Unidos da Tijuca realizou sua final de disputa na madrugada do domingo, dia 14 de outubro de 2018. Das doze obras inscritas no concurso da escola, quatro chegaram à final. Venceu o samba dos compositores Márcio André, Júlio Alves, Daniel Katar, Diego Moura, Dr. Jairo, Nêgo, Elias Lopes e Junior Trindade. Todos venceram na escola pela primeira vez. A Mangueira também realizou a final da sua disputa na madrugada do domingo, dia 14 de outubro de 2018. Dos dezesseis sambas inscritos no concurso da escola, três chegaram à final. Venceu a obra dos compositores Deivid Domênico, Tomaz Miranda, Mama, Marcio Bola, Ronie Oliveira e Danilo Firmino. Posteriormente, foi revelado que o casal Manu da Cuíca e Luiz Carlos Máximo também compôs o samba vencedor, mas não assinaram a obra por também estarem concorrendo na disputa da Portela, que exigia exclusividade. Um dos autores do samba de 2015 da Mangueira, Deivid Domênico assina sua segunda obra na escola. Os demais compositores da parceria venceram pela primeira vez na Mangueira.
"O samba da Mangueira fala das maiorias, e não das minorias. A maioria das pessoas não é príncipe, princesa ou rainha. A maioria são os 'heróis de barracões'. Quando isso é explicado, as pessoas se reconhecem. E, ao se reconhecerem, elas abraçam. A gente tem poucos espaços para dizer que esse país não é feito de banqueiros, e sim de trabalhadores."
— Manu da Cuíca, uma das autoras do samba da Mangueira.

A Imperatriz foi a última escola a definir seu samba para 2019. A agremiação realizou a final da sua disputa na madrugada da quinta-feira, dia 18 de outubro de 2018, em sua quadra em Ramos. Dos doze sambas inscritos na disputa da escola, três chegaram à final. Venceu a obra dos compositores Elymar Santos, Maninho do Ponto, Júlio Alves, Dudu Miler, Márcio Pessi e Jorge Arthur. Maninho e Jorge assinam o samba da escola pela quarta vez; enquanto Elymar, Júlio e Márcio assinam pela segunda vez. Apenas Dudu venceu na Imperatriz pela primeira vez.

## Gravação e lançamento

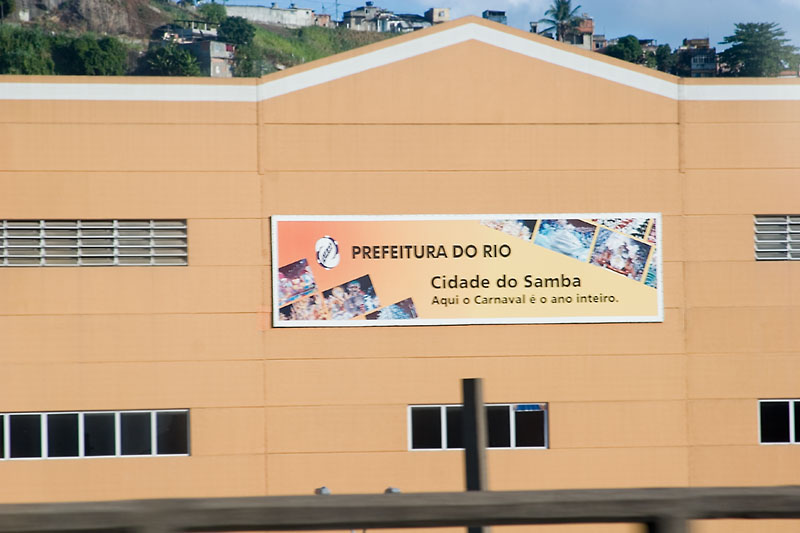
Cidade do Samba, onde foi gravada a parte ao vivo do álbum.

Na primeira etapa de produção do álbum, cada escola levou determinada quantidade de componentes para a gravação do coro do samba e ritmistas para gravarem a base da bateria, ao vivo, num estúdio montado na Cidade do Samba. As gravações foram realizadas entre os dias 15 e 21 de outubro de 2018. Na segunda etapa, foram gravadas, na Cia. dos Técnicos Studio, em Copacabana, as bases instrumentais e as vozes dos intérpretes. O álbum foi lançado nas lojas físicas e plataformas digitais no dia 30 de novembro de 2018. O álbum foi produzido por Laíla e Mário Jorge Bruno, com direção artística de Zacarias Siqueira de Oliveira, e arranjos musicais de Alceu Maia, Jorge Cardoso e Rafael Prates. Os arranjos começaram a ser estudados com antecedência, durante as disputas de samba. Os mestres de bateria de cada escola criaram diferentes convenções para cada samba finalista em suas agremiações. Quando os sambas vencedores foram definidos, os diretores já sabiam o que iriam sugerir ao maestro responsável pelo arranjo final da respectiva faixa.
A Liga Independente das Escolas de Samba (LIESA) promoveu uma festa de lançamento do álbum para convidados, na noite da segunda-feira, dia 3 de dezembro de 2018, na Cidade do Samba. Acompanhadas pela bateria da campeã de 2018, Beija-Flor, cada escola apresentou sua obra com seus respectivos intérpretes, autores dos sambas, casais de mestre-sala e porta-bandeira, diretores e rainhas de bateria. A Mocidade não participou do evento em protesto à indefinição sobre o repasse de verbas da Prefeitura do Rio de Janeiro para o desfile.

## Designvisual
Tradicionalmente, a capa do álbum e seu design visual remetem à escola campeã do carnaval anterior, enquanto a contracapa remete à vice-campeã. Na capa de Sambas de Enredo 2019 é utilizada uma imagem do fotógrafo Henrique Matos com a visão frontal da segunda alegoria do desfile campeão de 2018 da Beija-Flor. Intitulada "A Ambição (Arquétipos que Espelham o Dr. Frankenstein)", a alegoria recria o Palácio do Congresso Nacional e a sede da Petrobras no Rio de Janeiro de forma suja e favelizada, com uma grande ratazana à frente dos prédios, representando o empobrecimento da população em razão da corrupção dos poderes. À frente do carro é possível ver a ala "Politicagem - Lobos em Pele de Cordeiro". Além do título do álbum, a capa contém a inscrição "Beija-Flor Campeã 2018", nas cores da escola, azul e branco. Fabio Oliveira é o responsável pela arte. Assim como aconteceu com o álbum do ano anterior, a capa recebeu diversas críticas dos internautas nas redes sociais. A escolha da imagem não agradou ao público. A contracapa do álbum monstra uma imagem, do fotógrafo Alexandre Vidal, com uma visão frontal do desfile de 2018 da Paraíso do Tuiuti, com destaque para o carro abre-alas da agremiação, intitulado  "Quilombo Tiuti". A imagem contém a inscrição "Paraíso do Tuiuti Vice-campeã 2018" e o nome das escolas que compõem o álbum, com letras nas cores da Tuiuti, amarelo e azul.

## Faixas
Tradicionalmente, a lista de faixas segue a ordem de classificação do carnaval anterior. A primeira faixa é da campeã de 2018, a Beija-Flor; a segunda é da vice-campeã, Paraíso do Tuiuti; e assim por diante. A última faixa é da escola que ascendeu do grupo de acesso, a Unidos do Viradouro, campeã da Série A de 2018 e promovida ao Grupo Especial de 2019.
| N.º            | Título                                                                                           | Compositor(es) | Intérpretes e participações                   | Duração |  |
| 1.             | "Quem Não Viu, Vai Ver... As Fábulas do Beija-Flor" (Beija-Flor)                                 | Di Menor BF, Júlio Assis, Kiraizinho, Diego Oliveira, Fabinho Ferreira, Diogo Rosa, Dr. Rogério, Carlinho Ousadia, Márcio França, Kaká Kalmão, Jorge Aila, Serginho Aguiar | Neguinho da Beija-Flor                        | 5:53    |  |
| 2.             | "O Salvador da Pátria" (Paraíso do Tuiuti)                                                       | Cláudio Russo, Moacyr Luz, Zezé, Jurandir, Aníbal | Nino do Milênio, Celsinho Mody, Grazzi Brasil | 5:05    |  |
| 3.             | "Xangô" (Acadêmicos do Salgueiro)                                                                | Demá Chagas, Marcelo Motta, Renato Galante, Fred Camacho, Leonardo Gallo, Getúlio Coelho, Vanderlei Sena, Francisco Aquino, Guinga do Salgueiro, Ricardo Fernandes         | Emerson Dias                                  | 5:32    |  |
| 4.             | "Na Madureira Moderníssima, Hei Sempre de Ouvir Cantar Uma Sabiá" (Portela)                      | Jorge do Batuke, Valtinho Botafogo, Rogério Lobo, Beto Aquino, Claudinho Oliveira, José Carlos, Zé Miranda, D'Sousa, Araguaci                                              | Gilsinho                                      | 5:44    |  |
| 5.             | "História pra Ninar Gente Grande" (Estação Primeira de Mangueira)                                | Deivid Domênico, Tomaz Miranda, Mama, Márcio Bola, Ronie Oliveira, Danilo Firmino, Manu da Cuíca e Luiz Carlos Máximo                                                      | Marquinho Art'Samba                           | 4:29    |  |
| 6.             | "Eu Sou o Tempo. Tempo É Vida" (Mocidade Independente de Padre Miguel)                           | Jefinho Rodrigues, Diego Nicolau, Marquinho Índio, Jonas Marques, Richard Valença, Roni Pit Stop, Orlando Ambrósio, Cabeça do Ajax                                         | Wander Pires (Part.: Elza Soares)             | 5:42    |  |
| 7.             | "Cada Macaco no Seu Galho. Ó, Meu Pai, Me Dê o Pão que Eu Não Morro de Fome!" (Unidos da Tijuca) | Márcio André, Júlio Alves, Daniel Katar, Diego Moura, Dr. Jairo, Nêgo, Elias Lopes, Junior Trindade                                                                        | Wantuir (Part.: Pedro Paulo Japhet Gonçalves) | 5:50    |  |
| 8.             | "Me Dá Um Dinheiro Aí" (Imperatriz Leopoldinense)                                                | Elymar Santos, Maninho do Ponto, Júlio Alves, Dudu Miler, Márcio Pessi, Jorge Arthur                                                                                       | Arthur Franco                                 | 5:43    |  |
| 9.             | "Em Nome do Pai, do Filho e dos Santos, a Vila Canta a Cidade de Pedro" (Unidos de Vila Isabel)  | Evandro Bocão, André Diniz, Professor Wladimir, Marcelo Valência, Júlio Alves, Deco Augusto, Ivan Ribeiro                                                                  | Tinga (Part.: Camila Morgado)                 | 5:48    |  |
| 10.            | "A Peleja Poética Entre Rachel e Alencar no Avarandado do Céu" (União da Ilha do Governador)     | Myngal, Marcelão da Ilha, Roger Linhares, Marinho, Cap. Barreto, Eli Doutor, Fernando Nicola, Marco Moreno                                                                 | Ito Melodia                                   | 5:42    |  |
| 11.            | "E o Samba Sambou" (São Clemente)                                                                | Helinho 107, Mais Velho, Nino, Chocolate | Leozinho Nunes, Bruno Ribas, Larissa Luz      | 4:27    |  |
| 12.            | "Quem Nunca…? Que Atire a Primeira Pedra" (Acadêmicos do Grande Rio)                             | Moacyr Luz, Cláudio Russo, André Diniz, G. Martins, Licinho Júnior, Elias Bililico                                                                                         | Evandro Malandro                              | 4:45    |  |
| 13.            | "O Que É, o Que É?" (Império Serrano)                                                            | Gonzaguinha | Silas Leléu, Anderson Paz                     | 5:35    |  |
| 14.            | "Viraviradouro" (Unidos do Viradouro)                                                            | Renan Gêmeo, Bebeto Maneiro, Thiago Carvalhal, Ludson Areia, Júnior Filhão, Raphael Richaid, Ricardo Neves, Carlinhos Viradouro, Rodrigo Gêmeo                             | Zé Paulo Sierra                               | 5:14    |  |
| Duração total: | Duração total:                                                                                   | Duração total: | Duração total:                                | 1:15:48 |  |

## Conteúdo musical
- 1. "Quem Não Viu, Vai Ver... As Fábulas do Beija-Flor" (Beija-Flor)

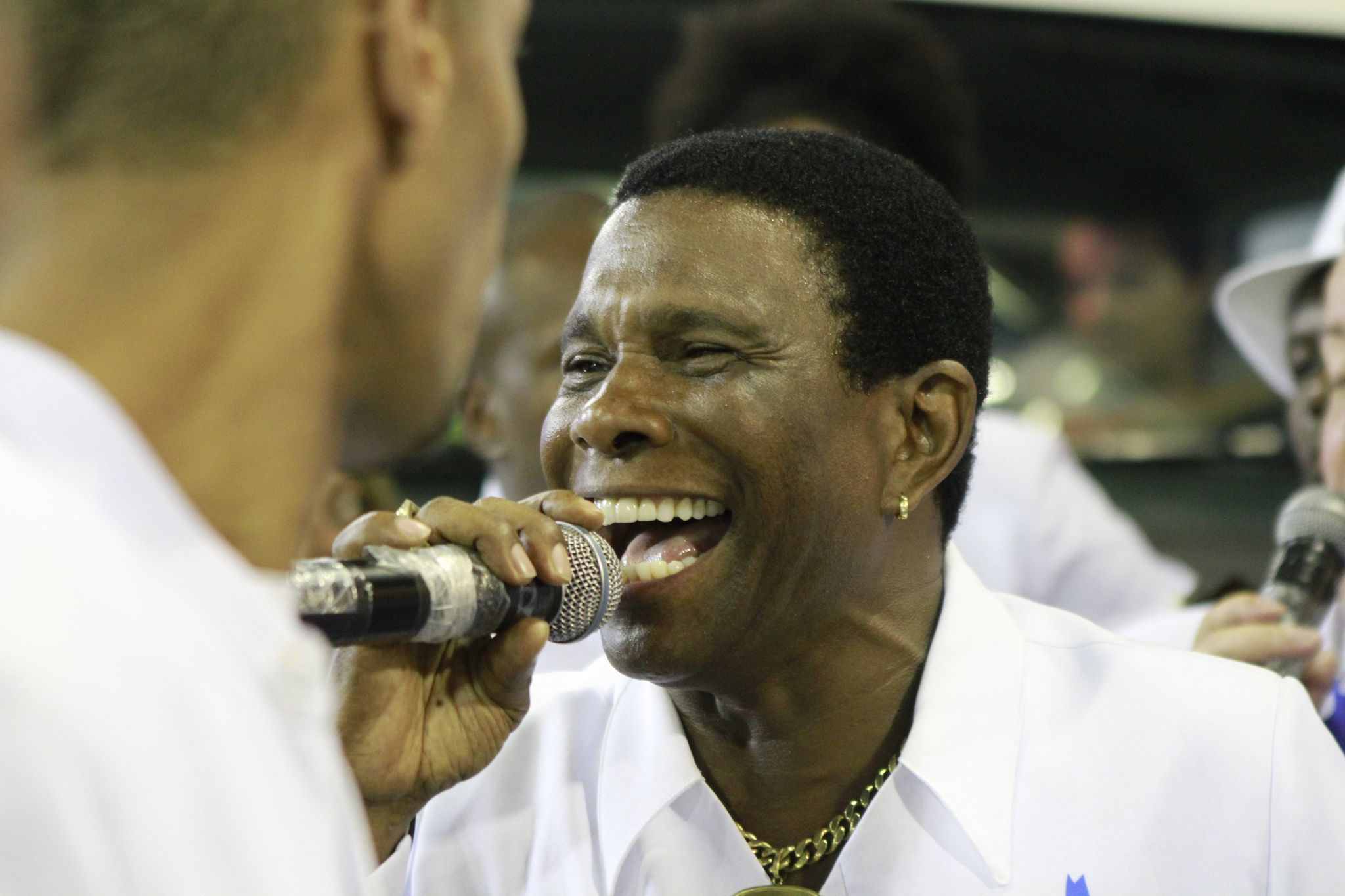
Neguinho da Beija-Flor interpreta a faixa de abertura do álbum, em homenagem aos 70 anos da Beija-Flor.

A faixa de abertura do álbum é interpretada por Neguinho da Beija-Flor. A canção homenageia os setenta anos da Beija-Flor de Nilópolis, fazendo menção aos seus enredos regionais, críticos e sociais, de temática africana, e de homenagem à personalidades. A escola optou por gravar a primeira passada do samba com poucos instrumentos musicais para valorizar a melodia da obra. Na segunda passada, a bateria da escola entra completa, com andamento de 144 bpm. A letra do samba começa em primeira pessoa, como se fosse a própria escola narrando. Os versos iniciais fazem referência ao "nascimento" da Beija-Flor, fundada no natal de 1948 ("Nascido feito o Rei Menino / Em ninho de amor e humildade") e fazem alusão à chegada de Anísio Abraão David (chamado de papai) na escola, colocando-a entre as maiores do carnaval ("Meu Pai direcionou o meu destino / Voar nas asas da felicidade"). O trecho seguinte lembra que o enredo de 2019 é narrado através de fábulas ("E arrisquei um voo nesse lindo azul / Um mundo encantado pude recordar / Em fábulas bordei a fantasia / Ê saudade que mareja o meu olhar"). A seguir o samba lembra os enredo regionais da Beija-Flor ("Herdeiro dessa terra me tornei / Cantei nossos recantos, tradições") e faz referência ao samba-exaltação da escola, "A Deusa da Passarela" ("Sou eu aquele festival de prata / Que na pista arrebata tantos corações"). O trecho seguinte lembra os enredo de temática africana da escola ("Ô ô ô ô axé que no sangue herdei / No meu Quilombo, todo negro é rei! / Abre a senzala! abre a senzala! / Nesse terreiro o samba é a voz que não cala"). A segunda parte do samba começa lembrando as homenagens à Margaret Mee e Bidu Sayão ("Cresci, ouvindo acordes entre doces melodias / A bela dama retratada em poesia e o canto de cristal") e ao cantor Roberto Carlos, com o qual a escola foi campeã do carnaval de 2011 ("A simplicidade no amor, aquele beijo na flor / Fez mais um sonho real"). A seguir, o samba lembra os enredos de cunho social, referências ao desfile campeão do carnaval de 2018 ("Pátria amada da ganância / Eu pedi socorro pelos filhos teus") e ao desfile de 1989, "Ratos e Urubus, Larguem Minha Fantasia" ("Algoz da intolerância / Mesmo proibido, fui a voz de Deus"). O trecho seguinte homenageia a comunidade da escola e faz referência ao samba do desfile campeão do carnaval de 2008 ("Toda essa grandeza, vem da nossa gente / Que esquece a dor e só quer sambar / É... por esse amor que o meu valor me faz brilhar / Comunidade me ensinou / A ser apaixonado como eu sou / Ontem, hoje, sempre Beija-Flor!"). No refrão principal, devido à junção das duas obras finalistas da disputa da escola, o samba que estava sendo narrado em primeira pessoa, como se fosse a própria escola, passa a ser narrado em terceira pessoa, como se fosse um torcedor se declarando à Beija-Flor ("Oh Deusa! / Tem festa no meu coração / Desfilo toda gratidão / Razão do meu cantar / A luz do meu viver / O que seria de mim sem você?!").
- 2. "O Salvador da Pátria" (Paraíso do Tuiuti)

A segunda faixa tem como tema o Bode Ioiô. A Paraíso do Tuiuti colocou a bateria completa nas duas passadas do samba, com andamento de 142 bpm. Na primeira passada do samba, a primeira parte é cantada por Celsinho Mody, enquanto a segunda é cantada por Grazzi Brasil. Na segunda passada, os dois cantam juntos. A letra da obra começa fazendo referência ao coronelismo vigente na década de 1920 em Fortaleza. Através do voto de cabresto, coronéis elegiam seus candidatos que em retribuição lhe ofereciam vantagem em detrimento das necessidades da população ("Vendeu-se o Brasil no palanque da praça / E ao homem serviu ferro, lodo e mordaça / Vendeu-se o Brasil do sertão até o mangue / E o homem servil verteu lágrimas de sangue"). É nesse contexto político que Bode Ioiô chega à Fortaleza, fugindo da seca e da fome do interior do sertão cearense. O bode foi comprado por um correspondente da empresa britânica Rossbach Brazil Company, localizada na Rua Dragão do Mar, na Praia do Peixe ("Do nada um bode vindo lá do interior / Destino pobre, nordestino sonhador / Vazou da fome, retirante ao Deus dará / Soprou as chamas do Dragão do Mar"). O animal passava o dia andando pela cidade, no trecho entre a Praça do Ferreira e a Praia de Iracema. Também frequentava os bares da região, conquistando a simpatia dos boêmios, em especial dos artistas e intelectuais ("Passava o dia ruminando poesia / Batendo cascos no calor dos mafuás / Bafo de bode perfumando a boemia / Levou no colo Iracema até o cais"). O trecho seguinte do samba faz referência às transformações urbanísticas em Fortaleza, inspiradas no modelo francês, com a prerrogativa de modernizar a cidade. Alheio ao código de conduta imposto que, dentre muitas medidas disciplinadoras, proibia animais soltos nas ruas, o bode seguia frequentando os logradouros da cidade, como uma espécie de resistência contra o estrangeirismo importado da Europa ("Com luxo não! Chão de capim! / Nasceu muderna Fortaleza pro bichim"). O refrão central do samba lembra que Ioiô ganhou cada vez mais notoriedade, sendo motivo de homenagens por parte de violeiros e repentistas ("Pega na viola, diz um verso pra Ioiô / O salvador! O salvador! / Pega na viola, diz um verso pra Ioiô / O salvador! O salvador da pátria!"). Com governantes pouco preocupados em resolver os problemas da população, a insatisfação popular ficou demonstrada em forma de protesto nas eleições de 1922 quando Bode Ioiô foi eleito para vereador na Câmara Municipal de Fortaleza ("Ora, meu patrão! / Vida de gado desse poro tão marcado / Não precisa de dotô / Quando clareou o resultado / Tava o bode ali sentado aclamado vencedor"). A eleição aconteceu pois, naquele tempo, os eleitores votavam em cédulas de papel, escrevendo o nome de seus candidatos. O segundo refrão do samba lembra que, apesar de eleito, Ioiô não assumiu pois tinha espécie incompatível com o cargo ("Nem berrar, berrou / Sequer assumiu / Isso aqui Ioiô, é um pouquinho de Brasil").
- 3. "Xangô" (Salgueiro)

A faixa do Salgueiro começa com o intérprete Emerson Dias e o coral da comunidade salgueirense fazendo uma saudação à Xangô, orixá homenageado no samba, ao som de atabaques. A escola optou por gravar a primeira passada do samba com menos instrumentos, com a bateria entrando completa só na segunda passada. A letra da obra começa pedindo para abrir caminhos para Xangô, conhecido como Senhor dos Raios e dos Trovões ("Vai trovejar! / Abram caminhos pro grande obá! / É força, é poder, o Alafim de Oyó / Oba Ko so! ao Rei Maior"). O trecho faz uso de expressões em yorubá como "obá" (irmão ou confrade); "Alafim de Oyó" (título do Rei de Oyó, a antiga capital política dos iorubás); "Oba Ko so!" ("O Rei não se enforcou" em referência ao desaparecimento do corpo de Xangô). A seguir, o samba lembra que Xangô é reconhecido como o orixá da Justiça, sendo rígido como uma pedra; também cita o alujá, ritmo e dança consagrados à Xangô ("É pedra quando a justiça pesa / O Alujá carrega a fúria do tambor"). No trecho seguinte, o samba saúda as três mulheres de Xangô, utilizando saudações correspondentes à cada orixá ao final dos versos: Iansã, ligada aos raios e ventos ("No vento a sedução - Oyá!"); Oxum, a mais amada das três mulheres ("O verdadeiro amor - Oraiêiêô!"); Obá, que corta a própria orelha em sacrifício à Xangô ("E no sacrifício de Obá - Oba xi Obà! / Lá vem Salgueiro!"). O refrão central do samba cita as pedreiras, ponto de força de Xangô; Aruanda, a morada mística dos orixás; e novamente lembra que Xangô é o orixá que governa a justiça ("Mora na pedreira, é a lei na terra / Vem de Aruanda pra vencer a guerra / Eis o justiceiro da Nação Nagô / Samba corre gira, gira pra Xangô"). A segunda parte do samba começa fazendo alusão ao sincretismo religioso com santos católicos, contrapondo o ariaxé, banho ritual do candomblé, com a água benta católica ("Rito sagrado, ariaxé / Na igreja ou no candomblé / A benção, meu Orixá! / É água pra benzer, fogueira pra queimar / Com seu oxê, chama pra purificar"). O trecho também cita o oxê, o machado de dois gumes de Xangô; e faz referência à sua relação com o fogo. A seguir, o samba remete ao samba do Salgueiro de 1969, "Bahia de Todos os Deuses", com o qual a escola foi campeã do carnaval ("Bahia, meus olhos ainda estão brilhando / Hoje marejados de saudade / Incorporados de felicidade"). O desfile é lembrado como o primeiro em que o professor Júlio Machado desfilou vestido de Xangô, fato que se repetiu todos os anos até a sua morte em 2007. Por esse motivo, ele ficou conhecido como Xangô do Salgueiro. O trecho seguinte exalta Xangô novamente lembrando seu machado e o senso de justiça ("Fogo no gongá, salve o meu protetor / Canta pra saudar, Obanixé kaô / Machado desce e o terreiro treme / Ojuobá! Quem não deve não teme"). Ainda no trecho, "Obanixé kaô" em iorubá significa "ouçam, o Rei chegou"; enquanto "ojuobá", também em iorubá, significa "os olhos do Rei". O refrão central do samba saúda Xangô e pede que ele traga a vitória ao Salgueiro, lembrando também que ele é o padroeiro da escola ("Olori, Xangô eieô / Olori, Xangô eieô / Kabecilê, meu padroeiro / Traz a vitória pro meu Salgueiro!"). O refrão apresenta expressões em iorubá: "Olori" significa "o dono da cabeça", por isso, "Olori Xangô" pode ser explicado como "Xangô mora na minha cabeça"; "Eieô" é um evocativo de força do orixá; "Kabecilê" é a saudação à Xangô, significa "venham saudar o Rei".
- 4. "Na Madureira Moderníssima, Hei Sempre de Ouvir Cantar Uma Sabiá" (Portela)

A faixa da Portela começa com Gilsinho cantando um alusivo do refrão central do samba. A seguir o intérprete dá seu grito de guerra e inicia a obra. A escola optou por uma primeira passada do samba pagodeada, valorizando instrumentos como pandeiro, atabaque e tantã. Na segunda passada do samba, a bateria da escola entra completa. Na visão dos compositores, Clara Nunes chega ao plano físico, em pleno carnaval, para acompanhar o desfile da Portela, em sua homenagem. A letra do samba está em primeira pessoa, como se fosse narrado pela própria Clara. A obra começa com Clara se apresentando ("Axé... sou eu / Mestiça, morena de Angola, sou eu / No palco, no meio da rua, sou eu / Mineira, faceira, sereia a cantar, deixa serenar"). O trecho seguinte exalta a brasilidade dos bairros de Oswaldo Cruz e Madureira, ligados à Portela e faz alusão à música "Meu Lugar", de Arlindo Cruz e Mauro Diniz, em homenagem à Madureira ("Que o mar... de Oswaldo Cruz a Madureira / Mareia... a brasilidade do meu lugar"). O samba também faz referência à música "O Canto das Três Raças", sucesso na voz de Clara ("Nos versos de um cantador / O canto das raças a me chamar"). O trecho seguinte cita o visual que consagrou a cantora: pés descalços, vestidos de renda e flores de enfeite na cabeça. Clara chega "ao templo do samba", vê a águia, símbolo da Portela, enfeitada, e saúda seus orixás ("De pé descalço no templo do samba estou / É rosa, é renda, pra Águia se enfeitar / Folia, furdunço, ijexá / Na festa de Ogum Beira-Mar / É ponto firmado pros meus orixás"). O refrão central do samba é uma saudação à Iansã, sua orixá de cabeça, ligada aos ventos ("Eparrei Oyá, Eparrei... / Sopra o vento, me faz sonhar / Deixa o povo se emocionar / Sua filha voltou, minha mãe"). A segunda parte do samba começa com Clara reverenciando a Velha Guarda da Portela, da qual é madrinha ("Pra ver a Portela tão querida / E ficar feliz da vida / Quando a Velha Guarda passar"). A cantora segue exaltando a Portela. O trecho seguinte faz referência à música "Foi Um Rio que Passou em Minha Vida", de Paulinho da Viola ("A negritude aguerrida em procissão / Mais uma vez deixei levar meu coração"). A seguir, Clara exalta três ilustres portelenses: Paulo da Portela; Natal da Portela; e Candeia ("A Paulo, meu professor / Natal, nosso guardião / Candeia que ilumina o meu caminhar"). Natal era presidente da Portela quando a cantora se aproximou da escola e foi o responsável por convidá-la a ser intérprete da agremiação. Candeia era amigo pessoal de Clara e um dos autores do samba de 1972 da Portela, o qual Clara regravou no álbum Clara Clarice Clara, de 1972. Clara volta à avenida de desfiles para se apresentar com a Portela e faz um pedido à Nossa Senhora Aparecida para que a escola ganhe o carnaval ("Voltei à avenida saudosista / Pro azul e branco modernista... eternizar / Voltei, fiz um pedido à Padroeira / Nas Cinzas desta Quarta-feira... comemorar"). O trecho destaca a pluralidade religiosa de Clara. Apesar de se declarar umbandista, Clara tinha devoção à santos católicos. O refrão principal do samba cita os orixás de cabeça de Clara, Ogum e Iansã, em referência à música "Guerreira" ("Nossas estrelas no céu estão em festa / Lá vem Portela com as bênçãos de Oxalá / No canto de um sabiá / Sambando até de manhã / Sou Clara guerreira, a filha de Ogum com Iansã").
- 5. "História pra Ninar Gente Grande" (Mangueira)

A faixa da Mangueira abre com uma rápida introdução da bateria da escola, seguida pelo grito de guerra do intérprete Marquinho Art'Samba. A escola optou pela bateria completa nas duas passadas do samba, com andamento de 144 bpm. A letra do samba personifica o Brasil, com quem o narrador tem uma conversa onde são apresentados personagens e histórias negligenciadas pela narrativa, tida como oficial, da história brasileira ("Brasil, meu nego deixa eu te contar / A história que a história não conta / O avesso do mesmo lugar / Na luta é que a gente se encontra / Brasil, meu dengo a Mangueira chegou / Com versos que o livrou apagou"). Os vocativos "meu nego" e "meu dengo" reforçam o tom afetivo da conversa. A seguir, o narrador lembra as diversas invasões sofridas pelo país, como a descoberta do Brasil que, na verdade, foi uma invasão dos europeus à um país já habitado por indígenas ("Desde 1500 tem mais invasão do que descobrimento"). No trecho seguinte, "Tem sangue retinto pisado / Atrás do herói emoldurado", questiona-se o heroísmo conquistado às custas de muitas mortes, como no caso dos bandeirantes, homenageados com nomes de rua e monumentos em espaços públicos apesar do histórico violento contra negros e indígenas. O narrador pede então que se exalte as mulheres, os tamoios e mulatos ao invés dos "heróis", em sua maioria homens brancos, questionados anteriormente ("Mulheres, Tamoios, mulatos / Eu quero um país que não tá no retrato"). Em seguida, o samba faz referência à líder quilombola Dandara, esposa de Zumbi dos Palmares; e à Confederação dos Cariris, movimento de resistência de indígenas brasileiros das nações Cariri e Tarairiú à dominação portuguesa ("Brasil, o teu nome é Dandara / E a tua cara é de Cariri"). O trecho seguinte descontrói o protagonismo da Princesa Isabel na abolição da escravidão no Brasil. O samba lembra Chico da Matilde, também conhecido como Dragão do Mar. O jangadeiro, cearense de Aracati, foi expoente na luta abolicionista que resultou na abolição da escravidão no Ceará, cinco anos antes da assinatura da Lei Áurea pela Princesa Isabel ("Não veio do céu / Nem das mãos de Isabel / A liberdade / É um dragão no mar de Aracati"). "Salve os caboclos de julho" faz referência aos caboclos que lutaram pela Independência da Bahia contra as tropas portuguesas, derrotadas no dia 2 de julho de 1823, episódio que consolidou a Independência do Brasil, convencionada ao então príncipe regente português, D. Pedro I. "Quem foi de aço nos anos de chumbo" faz alusão aos que lutaram contra os quase trinta anos de ditadura militar no Brasil. Em "Brasil, chegou a vez / De ouvir as Marias, Mahins, Marielles, Malês", o samba usa uma aliteração, com a repetição da sílaba "Ma", para exaltar figuras que lutam pela sobrevivência diária e por justiça social, como: Maria Felipa, capoeirista que participou da luta pela independência na Bahia; Luísa Mahin, envolvida nos levantes de escravos na então Província da Bahia; Marielle Franco, vereadora do Rio de Janeiro e militante dos direitos humanos, assassinada em 14 de março de 2018; e os malês, negros de origem islâmica, que organizaram a Revolta dos Malês, o maior levante de escravizados da história do Brasil. No único refrão do samba, o narrador pede que a Mangueira "tire a poeira dos porões", no sentido de que é preciso revisitar o passado, que está esquecido e "empoeirado" ("Mangueira, tira a poeira dos porões / Ô, abre alas pros seus heróis de barracões"). "Barracões" tem duplo sentido, se referindo tanto aos barracões da escola de samba, quanto aos barracões das favelas. O samba termina exaltando a pluralidade cultural brasileira e os artistas populares, exemplificados na figura dos ilustres mangueirenses Leci Brandão e Jamelão ("Dos brasis que se faz um país de Lecis, Jamelões") e das múltiplas vozes anônimas que cantam junto com a Mangueira ("São verde e rosa as multidões").
- 6. "Eu Sou o Tempo. Tempo É Vida" (Mocidade)

A faixa da Mocidade tem como tema o tempo, fazendo também várias referências à própria escola. A faixa abre com uma introdução da bateria Não Existe Mais Quente, seguida por uma participação da cantora Elza Soares interpretando a parte do samba que antecede o refrão principal ("Padre Miguel, o teu guri já não caminha tão depressa / Mas nunca é tarde pra sonhar / Vamos lá, a hora é essa!"). O trecho finaliza com o grito de guerra de Wander Pires, sendo a deixa para a voz do intérprete entrar na faixa e começar o samba. A bateria completa participa das duas passadas com andamento de 142 bpm. A letra da obra está em primeira pessoa, como se o narrador fosse da velha guarda escola. O narrador do samba começa lembrando de quando era mais novo ("Olha lá, menino tempo / Tenho tanto pra contar / Era eu guri pequeno / Pés descalços, meu lugar"). Os versos seguintes homenageiam Antônio do Espírito Santo, conhecido como Toco, um dos maiores compositores da história da Mocidade, morto em 2006 ("Quando um toco de verso, ôôô / Semeou a poesia, ê laiá"). A seguir, o samba apresenta o primeiro de seus três refrões ("Eu colhi a flor da idade / Vi na minha mocidade / O raiar de um novo dia"). "Toco", "semear", "colher a flor" e "raiar de um novo dia" também remetem ao ciclo da natureza e ao tempo de plantar e colher. O segundo refrão do samba vem em seguida e homenageia outra figura ilustre da escola, Mestre André, morto em 1980. Também faz referência à um dos três conceitos de tempo na mitologia grega: Cronos, o tempo cronológico, físico, que pode ser medido ("Baila no vento, deixa o tempo marcar / Nas viradas dessa vida vou seguir meu caminhar / Ah! Quem me dera o ponteiro voltar / E reencontrar o mestre na avenida"). A segunda parte do samba começa fazendo alusão aos outros dois conceitos de tempo na mitologia grega: Kairós, o tempo indeterminado, metafísico, em que algo especial acontece ("Desmedido coração / No contratempo dessa ilusão / Ora machuca, ora cura dor / Do meu destino, compositor"); e Aion, o tempo sagrado, eterno, cíclico e imensurável  ("Tempo que faz a vida virar saudade / Guarda minha identidade / Independente relicário da memória"). O trecho também remete ao samba de quadra da escola, "Cartão de Identidade". A seguir, o narrador dialoga com Padre Miguel, que é personificado como o tempo ("Padre Miguel, o teu guri já não caminha tão depressa / Mas nunca é tarde pra sonhar") e finaliza com o grito de guerra de Wander Pires ("Vamos lá, a hora é essa!"). No refrão principal do samba, o narrador dialoga com o tempo ("Senhor da razão, a luz que me guia / Nos trilos da vida, escolhi amar") e se declara à Mocidade ("Estrela maior, paixão que inebria / Eu conto o tempo pra te ver passar").
- 7. "Cada Macaco no Seu Galho. Ó, Meu Pai, Me Dê o Pão que Eu Não Morro de Fome!" (Unidos da Tijuca)

A faixa da Unidos da Tijuca é interpretada por Wantuir. A letra do samba é um diálogo entre Deus e um fiel seu. A obra trata do pão, abordando o tema através do aspecto religioso cristão. O samba começa com Deus, em diálogo com seu fiel, demonstrando estar de olho em sua criação. Deus faz referência ao pavão, símbolo da Unidos da Tijuca, conhecido como a "ave dos cem olhos" por causa do formato de sua cauda. Para os cristãos, o padrão da cauda do pavão adquiriu significado de onisciência ("Meu filho, como é lindo o amanhecer! / Reflete o sol, a criação / Um bom dia a renascer / Pelos olhos do pavão"). O samba também faz referência à última ceia de Jesus com seus apóstolos antes de sua crucificação. Na ocasião, Jesus repartiu um pedaço de pão e distribuiu aos discípulos junto com um copo de vinho, explicando que o pão representava seu corpo, que seria dado por eles, enquanto o vinho representava o seu sangue, que estabeleceria uma nova aliança entre Deus e os homens, levando à "salvação" ("Sou a fé na vida / Esperança da massa / Aquele que na dor te abraça / Sou eu, a verdade pra quem pede luz / Carregando a sua cruz / O alimento em comunhão / Princípio da salvação"). No primeiro refrão do samba, Deus diz que tem ouvido e se comovido com todas as preces dirigidas a ele ("Ouço chamar meu nome / Ouço um clamor de prece / Choro ao te ver com fome / Sou o cordeiro que a alma fortalece"). A seguir, Deus revela ao fiel que cada indivíduo é responsável pelo seu próprio destino e aponta que o caminho é combater a influência do mal (Diabo), que está "dentro" de cada ser ("Só existe um caminho [por favor] / Cada um faz seu destino [meu senhor] / As migalhas do poder que o Diabo amassou estão dentro de você"). O samba denota que apesar do pão ter se tornado um alimento popular, muitos ainda passam fome, devido à maldade e à ganância existentes no mundo. A seguir, Deus lembra os ensinamentos de Jesus sobre "partilhar o pão" e ajudar os mais necessitados. Através da caridade, pessoas que pouco têm o que comer dividem o pouco que têm com quem nada tem ("As mãos unidas vêm pedindo o perdão / Gente sofrida com a paz no coração / Divide o pouco que tem pra comer / Divide o pouco que tem pra comer"). No trecho seguinte, é o fiel quem fala com Deus, pedindo-lhe a benção ("Ó, meu pai, o seu amor é a receita / Iluminai, que não me falte o pão na mesa / Derrame igualdade, prosperidade / As bênçãos do céu"). No verso seguinte, o fiel pede que o ouvinte "escute a voz" do Morro do Borel, em referência à comunidade da Unidos da Tijuca ("Se Deus é por nós, escute a voz que vem do meu Borel"). No refrão principal do samba, em forma de oração, o narrador pede que o ouvinte faça o bem para que o "sagrado pão se multiplique", uma metáfora para o combate à fome ("Hoje a Tijuca pede em oração / Veste a fantasia pra fazer o bem / Multiplica o sagrado pão / Amém, amém"). No final da faixa, Pedro Paulo Japhet faz uma rápida locução clamando à Deus que "olhai por nós".
- 8. "Me Dá Um Dinheiro Aí" (Imperatriz Leopoldinense)

A faixa da Imperatriz é interpretada por Arthur Franco. A letra do samba começa introduzindo o enredo, que tem como tema a relação das pessoas com o dinheiro. Os versos iniciais fazem referência à "lei da oferta e da procura" ("A tentação seduziu a poesia / Dá volta todo dia é oferta e demanda"); e se refere ao dinheiro como "Pecado capital da humanidade / Senhor da desigualdade / Sempre diz quem é que manda". O trecho seguinte faz referências à lenda do arqueiro Robin Hood, que roubava dinheiro da nobreza e distribuía aos pobres ("O arqueiro ergueu, aquela gente oprimida e sem paz / Perdeu meu bem, pobre fortuna, nobres ideais"); e à lenda do Rei Midas, que transformava em ouro tudo o que tocava, inclusive a própria filha ("Midas com seu dedo de ouro / Condenou a própria filha a viver numa prisão"). A seguir, o samba faz referência à prata das primeiras moedas, e a evolução do dinheiro para o papel; além de citar a ambição humana pelo dinheiro ("Prata, pixulé, papel moeda e o homem escorrega / Mete o pé na ambição"). O refrão central do samba faz referência ao escambo realizado nas praias brasileiras entre indígenas e navegadores portugueses, em 1500. Também faz alusão à mercantilização de negros durante a escravidão no Brasil ("Troca-troca ê na beira da praia / Troca-troca ê na beira da praia / Um espelho por cocar, o negócio é um pecado / Ouro no mercado negro, negro é ouro no mercado"). A segunda parte do samba lembra a desigualdade social e a dificuldade dos mais pobres de ascender a uma classe superior ("Tempos modernos, onde vidas valem menos / Boas ações não representam dividendos / A roda gira pro mais forte, poucos tem a sorte / De virar o jogo que o destino fez"). O trecho seguinte faz referência ao personagem Tio Patinhas, o pato mais rico do mundo ("Tem pato mergulhado no dinheiro"); e à crise econômica que o Brasil enfrentava desde 2014 ("E o povo brasileiro nada por migalhas outra vez"). A seguir, o samba faz alusão às criptomoedas ("Se é pra poupar, o porquinho pode até ser virtual"); e projeta um carnaval rico no futuro, com desfiles no espaço sideral ("Hashtag no infinito / Com cascalho, eu tô bonito no espaço sideral"). No trecho seguinte a obra homenageia a própria escola de samba, que tem um valor sentimental, incomensurável ("Imperatriz, sentimento não tem preço, tem valor / Eu não vendo e não empresto, o meu eterno amor"). O refrão do samba faz referência à machinha de carnaval, "Me Dá Um Dinheiro Aí', composta em 1959 pelos irmãos Homero Ferreira, Glauco Ferreira e Ivan Ferreira. O refrão também brinca colocando valor nos segmentos das escolas de samba, como a comissão de frente, as fantasias, a ala das baianas e a bateria ("Me dá, me dá, me dá, me dá um dinheiro aí / Gostei da comissão, me dá meu faz-me-rir / Pra investir no sonho e vestir a fantasia / Quero renda na baiana e nota dez na bateria").
- 9. "Em Nome do Pai, do Filho e dos Santos, a Vila Canta a Cidade de Pedro" (Vila Isabel)

A faixa da Vila Isabel tem como tema a cidade de Petrópolis. A letra do samba está em primeira pessoa como se fosse narrada pela Princesa Isabel, filha de Dom Pedro II, o fundador da cidade homenageada. A faixa começa com uma locução da atriz Camila Morgado, interpretando Isabel, convidando o ouvinte a conhecer Petrópolis. A seguir o intérprete Tinga canta o refrão do samba em ritmo pagodeado, com solo de cavaco. Depois de duas passadas do refrão, a bateria entra completa com andamento de 143 bpm. A letra da obra começa com a narradora, Princesa Isabel, dizendo que empresta seu nome à Unidos de Vila Isabel ("Vila... te empresto meu nome / Fonte de tanta nobreza") e pedindo à escola, que "Por Deus e todos os santos, honre a tua grandeza". A narradora então sobe a Região Serrana Fluminense, onde fica Petrópolis, e o clima ameno a faz lembrar de seu pai ("E subindo pertinho do céu / A névoa formava um véu / Lembrei de meu pai, minha fortaleza"). A seguir, a narradora se refere à cidade como "Esculpida em pedras, Pedros e coroados" em referência à geografia local, situada entre montanhas; à Dom Pedro I, idealizador da cidade; Dom Pedro II, o fundador; e aos índios coroados, os primeiros habitantes da região. O refrão central do samba faz alusão às fontes de água mineral da serra de Petrópolis; ao caminho do ouro, que passava pela região; e se refere à Petrópolis como uma "cidade divina" e "joia imperial" ("Meu olhar lacrimejou / Em águas tão cristalinas / Uma cidade divina / Bordada em nobre metal, a joia imperial"). A segunda parte do samba começa citando o Palácio de Versalhes, em referência ao modelo arquitetônico francês, que influenciou a construção de Petrópolis ("Petrópolis nasce com ar de Versalhes / Adorna a imensidão / A luz assentou o dormente / Fez incandescente a imigração"). O trecho também faz alusão à Estrada de Ferro Mauá, a primeira ferrovia a ser estabelecida no Brasil; e à chegada de imigrantes à cidade. A seguir, o samba lembra o baile no Palácio de Cristal para comemorar a abolição da escravatura em Petrópolis, realizada quarenta e dois dias antes da assinatura da Lei Áurea ("No baile de cristal, o tom foi redentor / Em noite imortal, floresceu um novo dia / Liberdade enfim raiou!"). Morta em 1921, a narradora do samba, Princesa Isabel, lembra que não frequentou o Cassino Quitandinha, símbolo de Petrópolis, antes da proibição dos jogos de azar ("Não vi a sorte voar ao sabor do cassino"). Em "segundo o dom que teceu o destino" o samba faz um jogo de palavras para aludir à Dom Pedro II, pai de Isabel. A seguir, o "sangue azul" da Princesa tinge o pavilhão da escola de samba; e o Morro dos Macacos, comunidade da agremiação, "desce" para homenagear a Princesa ("Meu sangue azul no branco desse pavilhão / O morro desce em prova de amor / Encontro da gratidão"). O refrão principal do samba exalta Isabel e se refere à comunidade da escola de samba como os herdeiros da Princesa ("Viva a Princesa e o tambor que não se cala / É o canto do povo mais fiel / Ecoa meu samba no alto da serra / Na Passarela os Herdeiros de Isabel"). A faixa termina com mais uma locução da atriz Camila Morgado interpretando Isabel.
- 10. "A Peleja Poética Entre Rachel e Alencar no Avarandado do Céu" (União da Ilha)

A faixa da União da Ilha é interpretada por Ito Melodia. A escola optou pela bateria completa nas duas passadas, com andamento de 142 bpm. Buscando uma sonoridade nordestina, a bateria utilizou triângulo e acordeão. O samba aborda o Ceará através de obras dos escritores cearenses Rachel de Queiroz e José de Alencar. Os primeiros versos do samba fazem referência às obras Como e Por Que Sou Romancista, de Alencar; e O Meu Ceará, de Rachel, em que os escritores descrevem o estado homenageado ("O sol... / Onde aquece a inspiração é luz / Meu sonho / É vida, vento, brisa à beira-mar"). A ideia dos compositores é sintetizada no trecho seguinte ("Ouvindo poesias de Rachel / Suspiro nas histórias de Alencar / E hoje desfolhando meu cordel / Das lendas que ouvi no Ceará"). A seguir, o samba faz referência à culinária cearense ("É doce é fogo, sabor e prazer / Aroma no ar, plantar e colher"). Entusiasta da culinária da região, Rachel escreveu o livro O Não Me Deixes: Suas Histórias e Sua Cozinha. "Eu moldei no barro / As recordações que vivi com você" lembra a arte da cerâmica, descrita em obras como Memorial de Maria Moura e O Quinze, de Rachel; e O Sertanejo, de Alencar. O refrão central do samba faz referência às manifestações culturais e religiosas do Ceará e cita Padre Cícero Romão, o Padim Ciço, a quem Rachel dedicou diversos poemas e crônicas ("Violeiro toca moda à luz do luar / Sanfoneiro puxa o fole e convida a dançar / Vou pedir a Padim Ciço / Abençoe nosso povo / Essa fé vai nos guiar"). A segunda parte do samba começa exaltando o sertão cearense, retratado nas obras O Quinze e O Sertanejo ("Chão rachado, meu sertão / Peço a Deus pra alumiar / Terra seca que não seca a esperança / Arretada vocação de te amar"). "O sal da terra segue o meu destino / Sangue nordestino sempre a me orgulhar" faz referência à declaração de Rachel no livro O Nosso Ceará: "Aquela terra salgada que já foi fundo do mar tem mesmo o gosto do nosso sangue". O trecho seguinte faz referência à natureza cearense, constantemente retratada nas obras dos escritores ("A natureza cantada em meus versos / Traduz a beleza desse meu lugar"). A seguir, o samba faz referência à moda cearense, citando o chapéu de couro e o gibão, utilizados pela personagem Maria Moura, de Rachel ("Linda morena vestiu-se de amor / Teceu a vida com fios dourados / Eu, de chapéu de couro e gibão / Enfeitei o meu coração / E na moda desfilo ao seu lado"). O refrão principal do samba começa com uma expressão popular comum no Ceará (Vixe Maria) e faz referência à moda, citando a renda e o bordado; e a arte de trançar palha no artesanato ("Vixe Maria! A Ilha a cantar / Trançando em meus versos a minha alegria / Menina rendeira, me ensina a bordar"). "No céu emoção, no chão simpatia" faz alusão à ideia do enredo, um emocionante encontro entre Rachel e Alencar no céu; e no plano terreno (chão), a simpatia característica da União da Ilha.
- 11. "E o Samba Sambou" (São Clemente)

A faixa da São Clemente é interpretada por Leozinho Nunes com participação de Larissa Luz e Bruno Ribas. Com bom humor, a letra do samba critica os rumos do carnaval moderno. São apontados diversos problemas envolvendo as escolas de samba, como o afastamento do público mais humilde, que não tem condições de pagar o ingresso para assistir os desfiles da arquibancada ("Vejam só... o jeito que o samba ficou / E sambou / Nosso povão ficou fora da jogada / Nem lugar na arquibancada ele tem mais pra ficar"). A obra também critica a capitalização das relações. Segmentos das escola são "comprados" por dirigentes que oferecerem mais dinheiro ("O mestre-sala foi parar em outra escola / Carregado por cartolas do poder de quem dá mais / E o puxador vendeu seu passe novamente / Quem diria, minha gente, vejam o que o dinheiro faz"). O refrão central do samba critica a espetacularização dos desfiles, cada vez mais pirotécnicos. Pessoas da comunidade das escolas dão lugar à artistas ("É fantástico! / Virou Hollywood isso aqui / Luzes, câmeras e som / Mil artistas na Sapucaí"). A segunda parte do samba introduz o termo Rambo-sitores, mistura de Rambo com compositores, em referência às acirradas disputas de samba-enredo ("Mas o show tem que continuar / E muita gente ainda pode faturar / Rambo-sitores, mente artificial / Hoje o samba é dirigido com sabor comercial"). A obra ainda critica dirigentes vaidosos, que vivem criando confusão ("Carnavalescos e destaques vaidosos / Dirigentes poderosos criam tanta confusão / E o samba vai perdendo a tradição"). A obra finaliza expondo a saudade do antigo carnaval, na Praça Onze, menos monetizado, feito "do povo para o povo" ("Que saudade da Praça Onze e dos grandes carnavais / Antigo reduto de bambas onde todos curtiram o verdadeiro samba").
- 12. "Quem Nunca…? Que Atire a Primeira Pedra" (Grande Rio)

A faixa da Grande Rio inicia sem introdução ou alusivo. Também é a única faixa do álbum que não começa pelo refrão principal, iniciando pela estrofe seguinte. Na primeira passada do samba, poucos instrumentos são utilizados pela bateria, que entra completa apenas na segunda passada com andamento de 142 bpm. A obra aborda a educação pelo viés da sua ausência. A letra do samba começa defendendo a punição pelos erros independente de quem os cometam ("Tá errado, não importa quem errou / O pecado e o pecador sempre estão do mesmo lado"). O trecho seguinte usa figuras de linguagem para dizer que sem educação ("Tá errado, sem lição nem professor"), o mal se sobressai ("O espinho fere a flor / O amor é maculado"). A seguir, o samba faz referência ao "jeitinho brasileiro" de burlar as regras em busca de um caminho mais fácil para se conseguir o que deseja ("No jeitinho que impera nessas bandas / É mais fácil o mau caminho pra jogar no tabuleiro"). O trecho seguinte faz alusão à quando a pessoa insiste no erro mesmo sabendo que está errada, remetendo também à infração de avançar o sinal vermelho do semáforo ("Na verdade do espelho, quando a razão desanda / Vai seguindo em desalinho mesmo com o sinal vermelho"). No refrão central, o samba aponta que todos erram e que não adianta apenas julgar o outro, é preciso também fazer uma autocrítica ("Atire a primeira pedra aquele que não erra / Quem nunca se arrependeu do que fez? / Na vida todo mundo escorrega / Melhor se machucar só uma vez"). A segunda parte do samba começa fazendo referência à crimes cibernéticos e à maus hábitos como jogar lixo no mar e dirigir falando ao celular ("Cardume de garrafas pelo mar / Nem tarrafa nem puçá alimentam o pescador / E a cisma de atender o celular / Pra curtir, compartilhar / Zombar do perigo, largar o amigo / Perder o pudor"). O trecho seguinte novamente faz uma autoanálise, ressaltando como o individualismo tem afetado as relações, mas com o narrador se incluindo na crítica ("Quem aí tá podendo julgar? / Não consegue ouvir outra voz? / Cada um foi pensando em si / Olha o que fizemos de nós"). O trecho final do samba aponta que os bons modos, ensinados desde muito cedo, é o caminho para sanar todos os males expostos anteriormente ("Então pegue seu filho nas mãos / Educar é um desafio"). O narrador do samba pede perdão e celebra o "renascimento" da escola que quase foi rebaixada no ano anterior ("Se errei, peço perdão / Renasce a Grande Rio"). O refrão principal novamente questiona maus hábitos comuns nas pessoas ("Quem nunca sorriu da desgraça alheia / Quem nunca chorou de barriga cheia?"). A escola pede paz em meio às críticas que recebeu por agir para que mudassem o regulamento do carnaval para que ela não fosse rebaixada ("Eu sou Caxias de tantos carnavais / Falam de mim, eu falo de paz"). O intérprete Evandro Malandro finaliza a faixa lembrando os 30 anos da escola, completados em 2018.
- 13. "O Que É, o Que É?" (Império Serrano)

A faixa do Império Serrano abre com Silas Leléu e Anderson Paz cantando um alusivo criado especialmente para a gravação, em referência à bateria da escola, Sinfônica do Samba, e seu tradicional naipe de agogôs ("O que é, o que é? É o Império no coração! O que é, o que é? Verde e branco é paixão! O toque do agogô não tem igual. A Sinfônica sensacional"). Os intérpretes iniciam o samba pelo verso "fico com a pureza da reposta das crianças" e são seguidos por um coral infantil que prossegue com a canção até o refrão. A primeira passada do samba é acompanhada por três instrumentos: tantã, pandeiro e atabaque. Na segunda passada, a bateria entra completa. A letra do samba faz vários questionamentos sobre o que é a vida. Ao final da obra, o interlocutor diz que fica "com a pureza da reposta das crianças" de que a vida "é bonita". No trecho "E a vida o que é? Diga lá, meu irmão / Ela é a batida de um coração", a bateria faz uma convenção imitando a batida de um coração.
- 14. "Viraviradouro" (Viradouro)

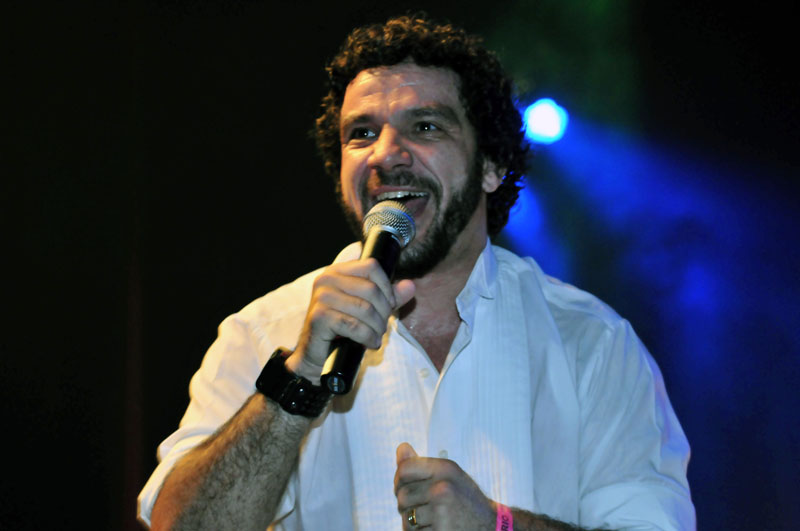
Zé Paulo, intérprete da faixa da Viradouro, sobre histórias encantadas.

A última faixa é da Viradouro, sendo interpretada por Zé Paulo Sierra. Assim como outras faixas, a bateria só entra completa na segunda passada do samba, com andamento de 144 bpm. Seguindo a proposta do enredo, o narrador do samba é um adulto desiludido com a vida, que é recebido por sua avó no carnaval. Ela lhe conta histórias mágicas retiradas de um livro secreto, chamado Viraviradouro ("Se tem magia, encanto no ar / Eu vou viajar ouvindo histórias / De um livro secreto, mistérios sem fim / Vovó desperta a infância em mim"). Ao ouvir as histórias, o narrador revive o passado, lembrando se sua infância ("Em cada verso, sou mais um menino / Que muda a sorte e sela o destino"). O narrador ouve os contos de feitiçaria e, bem atento, parece estar vivendo as histórias contadas por sua avó ("Lançado o feitiço pra vida virar / Pro bem ou pro mal, é carnaval / E, na fantasia, a minha alegria é um sonho real"). No refrão central do samba, o narrador aponta que nas histórias o amor sempre consegue vencer os vilões e celebra os finais felizes dos contos de fadas ("No reino da ilusão, o amor seduz o vilão / Num conto de fadas, a felicidade invade o meu coração pra cantar / Deixando a tristeza do lado de lá"). A segunda parte do samba começa com o narrador fazendo menção à histórias sombrias, de medo e maldição ("E quem ousou desafiar a ira divina, vagou no mar / Cego pela sede da ambição, carregando a sina dessa maldição / Seres da sombria madrugada / O medo caminhou na escuridão"). Se colocando dentro das histórias, o narrador aponta que a esperança na vitória é o que lhe dá coragem para lutar ("Mas a coragem que me faz lutar / É a esperança, razão de sonhar"). O final do samba faz referência à Fênix, pássaro da mitologia grega que, após morrer, ressurgia das próprias cinzas. É também uma alusão à própria Viradouro, que após passar anos na segunda divisão, voltou à elite do carnaval carioca ("Imaginar e renascer no sol de cada amanhecer / Das cinzas voltar / Nas cinzas vencer"). O refrão principal do samba também faz referência à felicidade da Viradouro em voltar ao grupo das grandes escolas ("Quem me viu chorar, vai me ver sorrir / Pode acreditar, o amor está aqui / Viraviradouro iluminou / O brilho no olhar voltou").

## Crítica profissional
| Críticas profissionais | Críticas profissionais |
| Avaliações da crítica  | Avaliações da crítica  |
| Fonte                  | Avaliação              |
| ---------------------- | ---------------------- |
| O Globo                | Favorável              |
| Sambario               | Favorável              |
| Diário do Rio          | Favorável              |
| Cult Magazine          | Favorável              |

Para Bernardo Araujo, do jornal O Globo, o álbum manteve o bom nível dos anteriores e a gravação "há alguns anos encontrou o tom certo, com o registro preciso das baterias e sem excesso de purpurina". O jornalista destacou as obras de Salgueiro ("acerta o alvo em 'Xangô', sambaço tingido de vermelho e branco desde o refrão afro que saúda o orixá até a deliciosa citação do clássico Bahia de Todos os Deuses"); Portela ("Belíssima gravação na voz potente e direta de Gilsinho"); e Mangueira ("O samba mais badalado do pré-carnaval arrepia ao citar 'marias e marielles' e ainda manda 'lecis' e 'jamelõe', num original e saboroso name-dropping, mas talvez sua força esteja mais no conteúdo político, e necessário, do que no samba-enredo em si"). Ainda segundo Bernardo, a Beija-Flor apresenta "um samba animadinho, mas sem a força de hinos recentes"; a Tuiuti "não faz feio, com um dos refrãos mais empolgantes do disco"; a Mocidade tem "um samba honesto, que canta o tempo, misturando a própria história, mas abusa dos clichês"; o samba da Unidos da Tijuca tem "uma das mais belas melodias do ano, porém com uma aura gospel que pode trazer problemas na avenida"; a obra da Imperatriz é "marcada por refrãos animados"; no samba da Vila, "as soluções melódicas compensam a letra protocolar"; na faixa da União da Ilha, "Ito Melodia entrega a boa performance de sempre, mas o samba cai na categoria dos genéricos"; o samba da São Clemente "desce fácil na memória musical, mas, assim como o datado grito de alerta do enredo, não chega a ser um primor de inspiração"; a obra da Grande Rio "soa como um samba romântico, espertinhos em alguns momentos, mas tolo em outros"; "Silas Leléu e Anderson Paz, além da bateria de mestre Gilmar, defendem bem a obra" do Império Serrano; e a Viradouro apresenta um "samba animado, mas não marcante".
Carlos Alberto Fonseca, do site especializado Sambario, elogiou a safra da sambas, dando nota dez para as obras de Mangueira ("O estreante Marquinho Art'Samba conduz bem a faixa e a bateria tem grande atuação"); Portela ("Os refrães são fortíssimos, sobretudo o central. Gilsinho tem uma ótima atuação na faixa, bem como a Tabajara, que dá as caras na segunda passada"); Mocidade ("o ponto alto do hino independente é a mistura dos elementos do enredo com as figuras da escola"); Unidos da Tijuca ("tem como destaque a forte melodia, toda trabalhada no lirismo com fins de cativar e emocionar o ouvinte"); e São Clemente ("É todo cheio de ironias em protesto contra a mercantilização do carnaval. Críticas pesadas que, 29 anos depois, continuam bem atuais. Entretanto, a gravação ficou um pouco aquém do que o samba merecia"). A obra do Salgueiro recebeu nota 9,9: "Como o tema sugeria, é um samba muito forte, tanto em letra quanto em melodia, embora que a gravação tenha tirado um pouco do seu brilho". O samba da Viradouro também ganhou 9,9: "A obra possui melodia forte, que remete até a sambas antigos da própria Viradouro, e uma letra que salvo uma falha ou outra explica melhor o enredo do que a sinopse". A faixa da Vila recebeu nota 9,8: "Tinga abrilhanta a faixa com sua boa interpretação. A bateria faz uma elogiável atuação no registro. Destaque também para a participação da atriz Camila Morgado, que interpreta uma Princesa Isabel pra lá de entusiasmada no começo e fim da faixa". A obra da Beija-Flor ganhou nota 9,7: "o samba que exalta as sete décadas da atual campeã é frustrante". O samba da Tuiuti também recebeu 9,7: "A letra tem bons trechos, como os refrões, mas peca em soluções pobres". A obra da União da Ilha ganhou nota 9,6: "Letra bem arrastada, versos batidos que não fogem dos lugares comuns e das rimas forçadas, e melodia que apela ao lirismo mas é irregular em vários momentos". A faixa da Grande Rio também recebeu 9,6: "O único momento bom do samba é seus versos finais. Elogios apenas à bateria pela cadência imposta na faixa e a Evandro Malandro, que faz uma grande interpretação". A obra da Imperatriz ganhou a menor nota, 9,5: "samba fraco, sem brilho e que ficou melancólico de se ouvir no disco. A letra é totalmente burocrática e cheia de lugares comuns".
Para Bruno Kazuhiro, do Diário do Rio, a safra de 2019 mantém o bom nível dos anos anteriores, "mas com um número menor de obras de alto nível". Fora elogiados os sambas de Mangueira ("A melodia é apenas boa, mas o conteúdo da letra se destaca"); Portela ("Uma letra muito bonita e poética"); Salgueiro ("forte e animado, mesmo com uma letra difícil de gravar"); e Unidos da Tijuca ("bom samba, com uma levada alegre"). Ainda para Bruno, o samba da Beija-Flor "não é maravilhoso, mas deve funcionar"; a obra da Tuiuti é "interessante e foge da mesmice"; o samba da Mocidade é "animado mas tem uma letra bastante subjetiva"; a canção da Imperatriz "tem bom refrão, mas o restante não empolga"; a Vila Isabel "fala de Petrópolis e se conecta com a cidade por nela ter vivido aquela que dá nome ao bairro. O samba reflete bem essa temática em sua letra e deve auxiliar a Vila a contar seu enredo"; a obra da União da Ilha "fala bem sobre o enredo, de maneira tradicional"; o samba da São Clemente tem "letra irônica e inteligente, mas que peca na sincronia com a melodia"; a obra da Grande Rio "busca força no tom político mas, no geral, é mediano e não se destaca muito entre os demais"; a Viradouro tem um "samba forte, com garra"; e o Império vai "cantar uma música de Gonzaguinha adaptada como samba-enredo" e "dependerá de como os jurados enxergarão essa decisão".
Bruno Guedes, da Cult Magazine apontou que o álbum "chegou a um modelo considerado ideal por quase todos os sambistas", com "baterias não tão aceleradas, volume vocal dos intérpretes perfeito e um coro que engrandece o trabalho no todo". Bruno apontou a safra como boa, mantendo o nível dos anos anteriores, destacando os sambas de Mangueira ("Sensação do período de disputas de samba, a obra se tornou famosa antes mesmo de ser escolhida"); Salgueiro ("excelente melodia com dois refrões explosivos"); Mocidade ("Com a letra bastante emotiva e identificada com o componente, traz uma melodia mais lírica que dos últimos carnavais"); Portela ("Melodia que começa em tom menor e vai subindo até explodir em um refrão com tonalidade maior, muito forte em sua letra"); e Unidos da Tijuca ("Samba ao estilo clássico, praticamente todo em tom menor, com letra que prioriza a força dos versos ao invés da explosão em si"). Para Bruno, o samba da Beija-Flor "é inferior ao últimos dois que levou para a Avenida, mas Neguinho da Beija-Flor fez a obra crescer na gravação"; o samba do Paraíso do Tuiuti "têm ótima letra e melodia, com um refrão forte e sarcástico"; a Imperatriz tenta "dialogar com o público" com um samba de "letra de fácil assimilação e descrição do tema"; a Vila Isabel "buscou uma obra mais funcional e que sirva bem ao que pede a sua narrativa sobre Petrópolis"; juntando Raquel de Queiroz e José de Alencar para falar do Ceará, a União da Ilha utilizou "um artifício criativo e que pode render um bom resultado no dia do desfile"; o samba da São Clemente com "muita criatividade e humor faz duras reflexões sobre os rumos do carnaval"; e o da Grande Rio "faz duras críticas aos maus hábitos das pessoas"; o samba do Império é "inédito e imprevisível", mas os intérpretes "deram conta do recado e mostraram que o samba pode ter um efeito popular"; o samba da Viradouro utilizou um "recurso muito comum entre agremiações que retornaram à elite, que é pegar pela emoção deste momento e jogá-lo para o componente cantar".

## Os sambas no carnaval

### Premiações
O samba da Mangueira foi o mais premiado do ano. Em 2020, "História pra Ninar Gente Grande" também foi escolhido um dos melhores sambas da década por um júri do jornal O Globo formado por compositores e jornalistas. Numa votação popular online, o samba foi eleito o segundo melhor entre os dez concorrentes com 26% dos votos contra 28% do vencedor, "Bahia: E o Povo na Rua Cantando... É Feito Uma Reza, Um Ritual" (Portela/2012). Abaixo, os prêmios recebidos por cada samba no carnaval de 2019:
| - "História pra Ninar Gente Grande" (Mangueira) 1. Estandarte de Ouro 2. Gato de Prata 3. Melhores do Carnaval 4. Plumas e Paetês 5. Prêmio 100% Carnaval 6. S@mba-Net 7. Troféu Sambario | - "Xangô" (Salgueiro) 1. Prêmio SRzd 2. Tamborim de Ouro - "Cada Macaco no Seu Galho [...]" (Unidos da Tijuca) 1. Estrela do Carnaval - "Eu Sou o Tempo. Tempo É Vida" (Mocidade) 1. Troféu Explosão in Samba |

## Créditos
Ao processo de elaboração do álbum se atribui os seguintes créditos:
| - Produtor fonográfico: Editora Musical Escola de Samba LTDA. (Edimusa) - Direção artística: Zacarias Siqueira de Oliveira - Produção: Laíla e Mário Jorge Bruno - Assessoria de produção: Gleide Mota Trancoso - Gravado por: Mário Jorge Bruno, Douglas Silvino "Garrafinha" e Sandro Rangel (Ao vivo na Cidade do Samba, Rio de Janeiro, RJ) - Unidade móvel: Spectacle - Responsável técnico: Dominique Chalhoub - Monitoração: Spectacle - Técnico de monitor: Tom e Alex - Assistente técnico de gravação na Cidade do Samba: José Sartori (Magro) - Efeitos no estúdio: José Sartori (Magro) - Gravações adicionais no estúdio: Mário Jorge Bruno e Douglas Silvino "Garrafinha" - Assistentes técnicos de gravação no estúdio: Thomaz Kopanakis e Raphael Castro - Mixado por: Mário Jorge Bruno - Assistentes de mixagem: Daniel Alcoforado, Thomaz Kopanakis e Raphael Castro - Edição digital: Daniel Alcoforado - Masterizado por: Ricardo Essucy - Coordenação de estúdio: Eusa Alves - Revisão: Luiz Augusto (Revendo Texto) - Projeto gráfico: Jefferson Coutinho (Lêka) | - Arte da capa: Fabio Oliveira - Foto da capa: Henrique Mattos - Foto da contracapa: Alexandre Vidal - Arregimentação das escolas de samba: Zacarias Siqueira de Oliveira - Arregimentação do projeto e assistente de produção: Flávia Barbosa - Arranjo / regência: Alceu Maia (faixas 2, 5, 6, 7, 8 e 11); Jorge Cardoso (faixas 1, 3, 4, 9, 12 e 14); Rafael Prates (faixas 10 e 13) - Coro: Comunidades de todas as escolas - Diretores de bateria: Rodney e Plínio (Beija-Flor); Ricardinho (Paraíso do Tuiuti); Marcão (Salgueiro); Nilo Sérgio (Portela); Wesley (Mangueira); Dudu (Mocidade); Casagrande (Tijuca); Lolo (Imperatriz); Macaco Branco (Vila Isabel); Keko Araújo e Marcelo Santos (União da Ilha); Jeferson Caliquinho (São Clemente); Fafá (Grande Rio); Gilmar (Império Serrano); Ciça (Viradouro) Base - Cavaquinho: Jota Junior, Luiz Paulo, Rafael Prates, Thiago Almeida; Leandro Lima; Hugo Bruno; Wellington; Ivinho; Vinícius Marques; Betinho - Violão de sete cordas: Carlinhos Sete Cordas, Luiz Felipe; Rafael Prates; - Complementos de harmonia: Marcelo Nami (cavacolão, cavaquinho, violão de aço, violão de 6 cordas; violão de 12 cordas, violão, viola, viola caipira); Alceu Maia (Cavaquinho); Rafael Prates (Banjo, violão); Marcos Moog (Teclado); Isaque Assis (Acordeão) - Complementos de percussão: Binho Percussão; Beloba; Chiclete; Azeitona; Marechal; Tico |